# 粉嶺

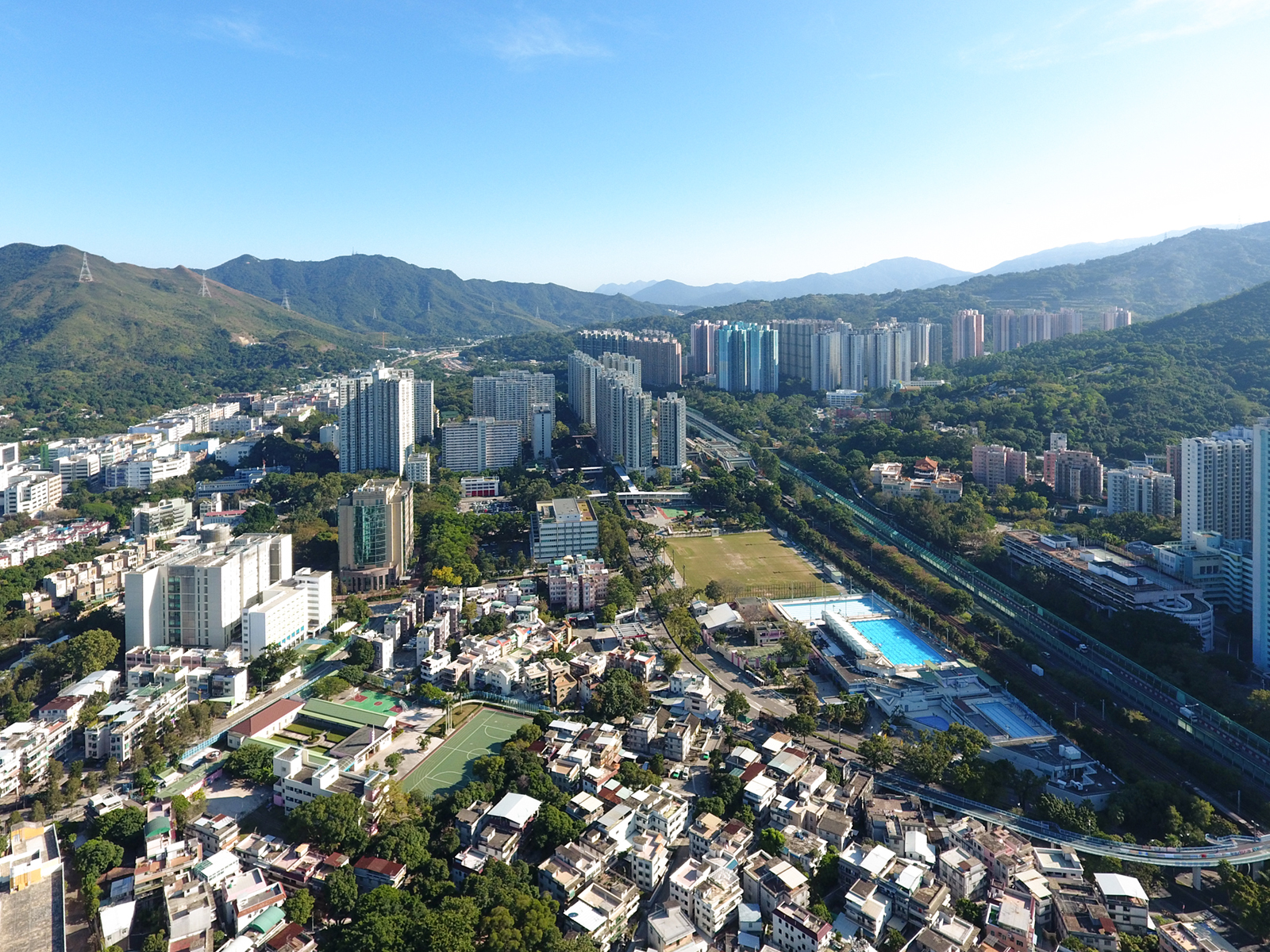
航拍粉嶺（2017年）：最前方村落為粉嶺圍，最右方為嘉盛苑和置福圍，正中高層建築為粉嶺市中心，其左方低矮建築為安樂村，遠處高層建築為粉嶺南，受拍攝視角所限聯和墟未能收入照片，具體位置大約在畫面的左方。照片右半部的寬闊道路爲粉嶺公路和港鐵東鐵線。

粉嶺（英語：Fanling）位於香港新界北部，是粉嶺／上水新市鎮的一部份。粉嶺原為農田，現在市中心一帶已發展為住宅區，昔日的農田現只能在較偏遠的村落找到。新界五大家族中的鄧氏及彭氏分別定居於粉嶺的龍躍頭、粉嶺樓及粉嶺圍。
戰後香港政府將新界分成27個鄉事委員會，粉嶺原來屬於大埔理民府管治，於1954年由彭富華（太平紳士、彭族原居民）、李昌（新界鄉議局創辦人李仲莊的兒子）、羅澤棠（客籍原居民）等創立粉嶺區鄉事委員會，管理轄下的29條鄉村及聯和舊墟。
粉嶺是香港宗教建築最豐富的地區之一，涵蓋香港六大宗教中的佛教、道教、儒教、天主教和基督教的重要宗教場所。在新市鎮開發前，粉嶺也曾是香港上流階層和外籍人士活動的集中地，從百福村到安樂村都曾有大量別墅建築，有外籍人士曾成立粉嶺狩獵賽馬會，粉嶺站外面更曾有由退役英軍開設的畢打奧餐廳，爲1980年代前新界最知名的西餐廳和酒吧。粉嶺亦曾是香港北部重要軍事基地，曾建有粉嶺軍營、芬園軍營、皇后山軍營和新圍軍營，目前新圍軍營及其大嶺練靶場仍然為解放軍駐港部隊使用。粉嶺南部的和合石有全香港規模最大的和合石墳場，每逢清明節和重陽節都會有大量孝子賢孫前往拜祭先人。
由於粉嶺是新界北最早建有火車站的地方，也有通往新界東北打鼓嶺和沙頭角邊境的唯一公路，加上曾有大量英軍駐紮，故此在1960年代前多被當時的港英政府及外籍人士認定爲新界北的地區中心，地位僅次於大埔，甚至常以「粉嶺」之名指代涵蓋上水部分和古洞的大片地區，故此在地理學上該地平原名爲粉嶺低地。在1970年代末新市鎮開發前，粉嶺和上水大致上以大埔公路粉嶺段、掃管埔和靈山爲分界，但沒有具體的自然地理分界，故位於大埔公路以南的年代較久遠的建設，如粉錦公路和粉嶺高爾夫球場都以「粉嶺」命名，甚至遠至金錢的新界喇沙中學也曾被俗稱爲「粉嶺喇沙中學」。新市鎮發展後由於交通道路網絡的變化，上述地方在今天都被視爲上水的一部分。現今粉嶺與上水的東西分界線南段大概位於掃管埔路、雞嶺村和偷牛山。不過基於坊間使用習慣，一些現今視作位於上水但多年前以「粉嶺」命名的場所也不再更名，造成今人在上水能找到以「粉嶺」命名的場所和道路的奇特現象。

## 名字由來
與區內一座古名「大嶺山」的地方有關。相傳大嶺山上有一塊石壁，雪白如粉，居於附近的鄉民，便稱之為「粉壁嶺」，位於附近的鄉村，便成為「粉壁嶺村」。天旱時，鄉民會帶備三牲酒禮，跑到壁前祈求天降甘霖。據說由於有求必應，村民漸漸稱這座山為「靈山」。山既已改名，粉壁嶺村也被簡稱作「粉嶺村」，粉嶺也就逐漸成為附近一帶的名稱。「靈山」後來又改稱「華山」，即現今的上水華山。不過官方記錄最早要到清代嘉慶年的《新安縣志》時才收錄「粉壁嶺」之名。
現今粉嶺圍以北另有一靈山，但該山應非傳說中原來之「粉壁嶺」，而上水廖氏亦曾有登上華山求雨的歷史，惟已可考證最古老的求雨石碑於道光十九年（1839年）所立，晚於「粉壁嶺」被《新安縣志》所收錄的年代，但求雨風俗與傳說相同，故一定程度上可證明該山爲傳說中有鄉民求雨的「粉壁嶺」。根據歷史記載，粉嶺彭氏約於宋朝末年便在附近的龍山定居，並於明代中葉遷到現址附近先後建立粉嶺樓和粉嶺圍二村，與「粉壁嶺」一名出現的時間名稱吻合，故「粉嶺」之名很可能就是由粉嶺彭氏先祖所起。香港新界早期的分區並不明確，雖華山聳立之地今屬「上水區」，華山與上水圍的距離比粉嶺圍更接近，但因「上水」之名與「粉壁嶺」之名出現時期非常接近，不能排除兩地名在古代某段時間存在重疊的情況。

## 地理
粉嶺位於新界的東北部，東面包括橫山腳新村、馬尾下、馬尾下嶺咀、軍地、嶺皮村及南山，連接沙頭角，南面包括和合石、龍山及石坳山（部分），與大埔區為鄰，西面包括蝴蝶山、粉嶺圍、掃管埔、太平山、彬山及缸瓦甫，毗鄰上水，北面有恐龍坑、馬頭嶺、松山、橫嶺及大砍篤而與打鼓嶺相鄰。粉嶺以粉嶺站及聯和墟為兩個商業中心。粉嶺與上水、沙頭角、打鼓嶺組成北區，其中上水和粉嶺已發展成為粉嶺／上水新市鎮，規劃上連成一片。

## 歷史

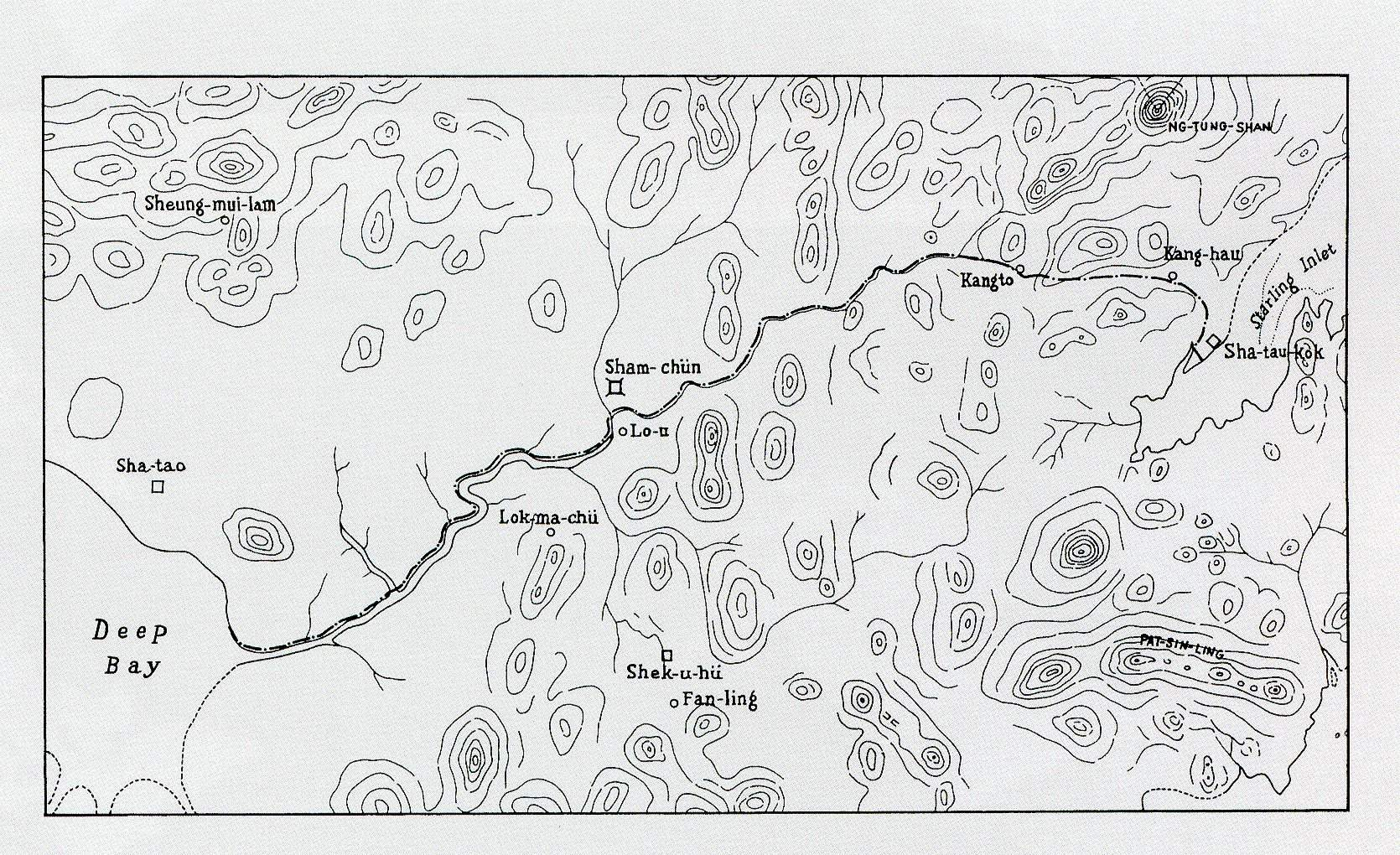
1898年《展拓香港界址專條》附圖中的粉嶺（Fan-ling）

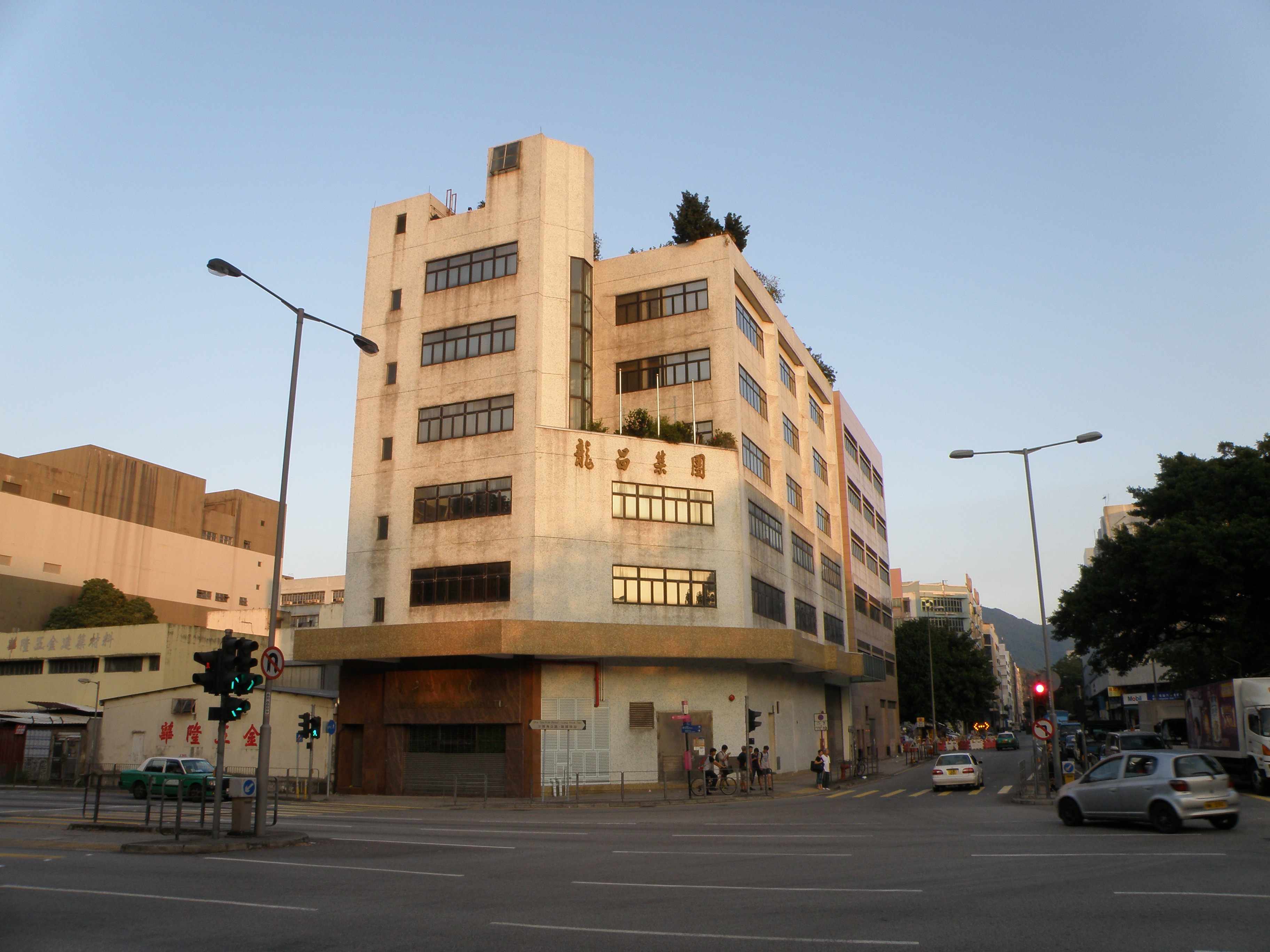
安樂村旁邊的安樂村工業區

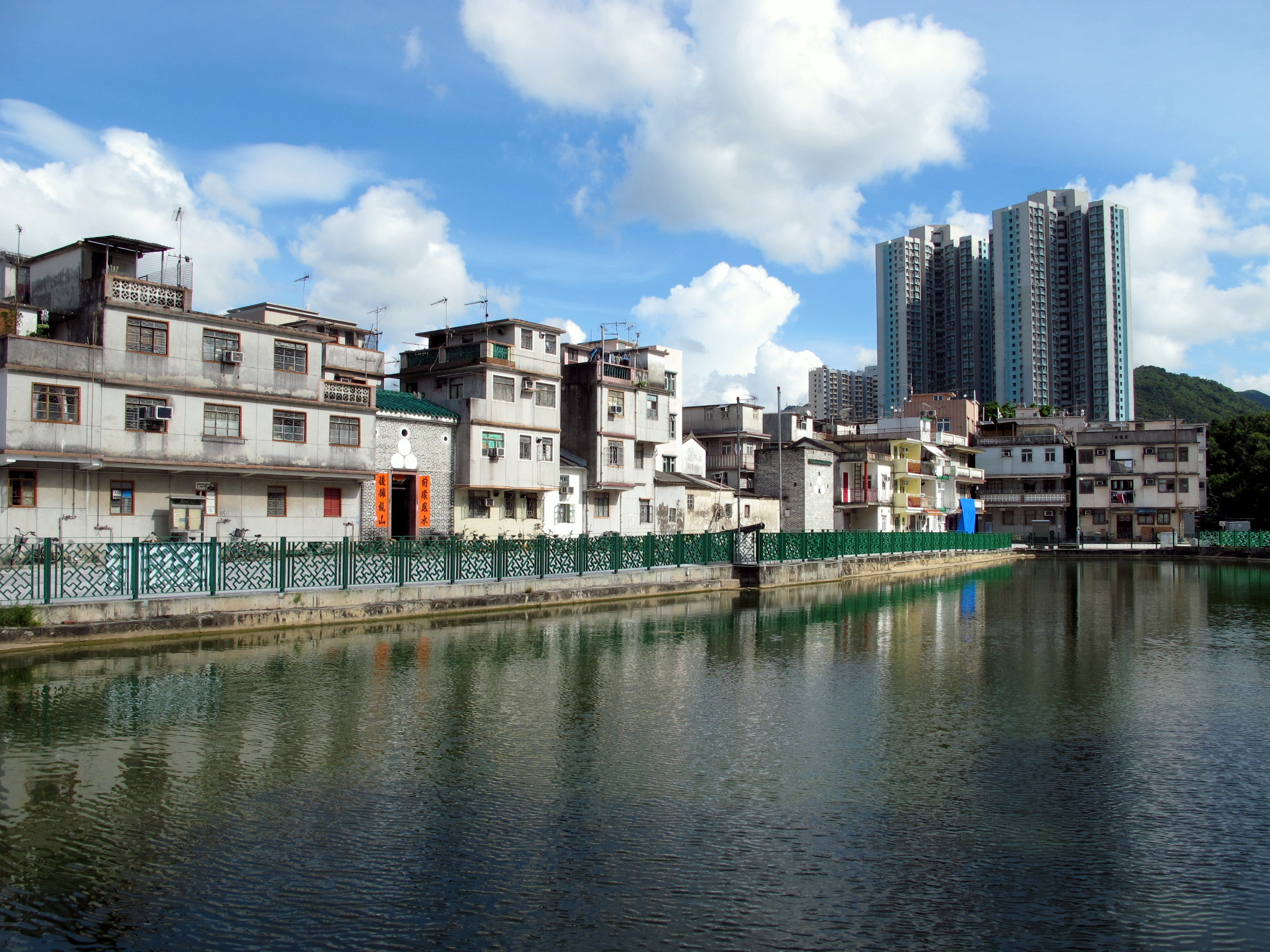
前方是粉嶺圍正圍及其風水池，後方兩幢高層建築物爲嘉盛苑的嘉輝閣與嘉明閣。

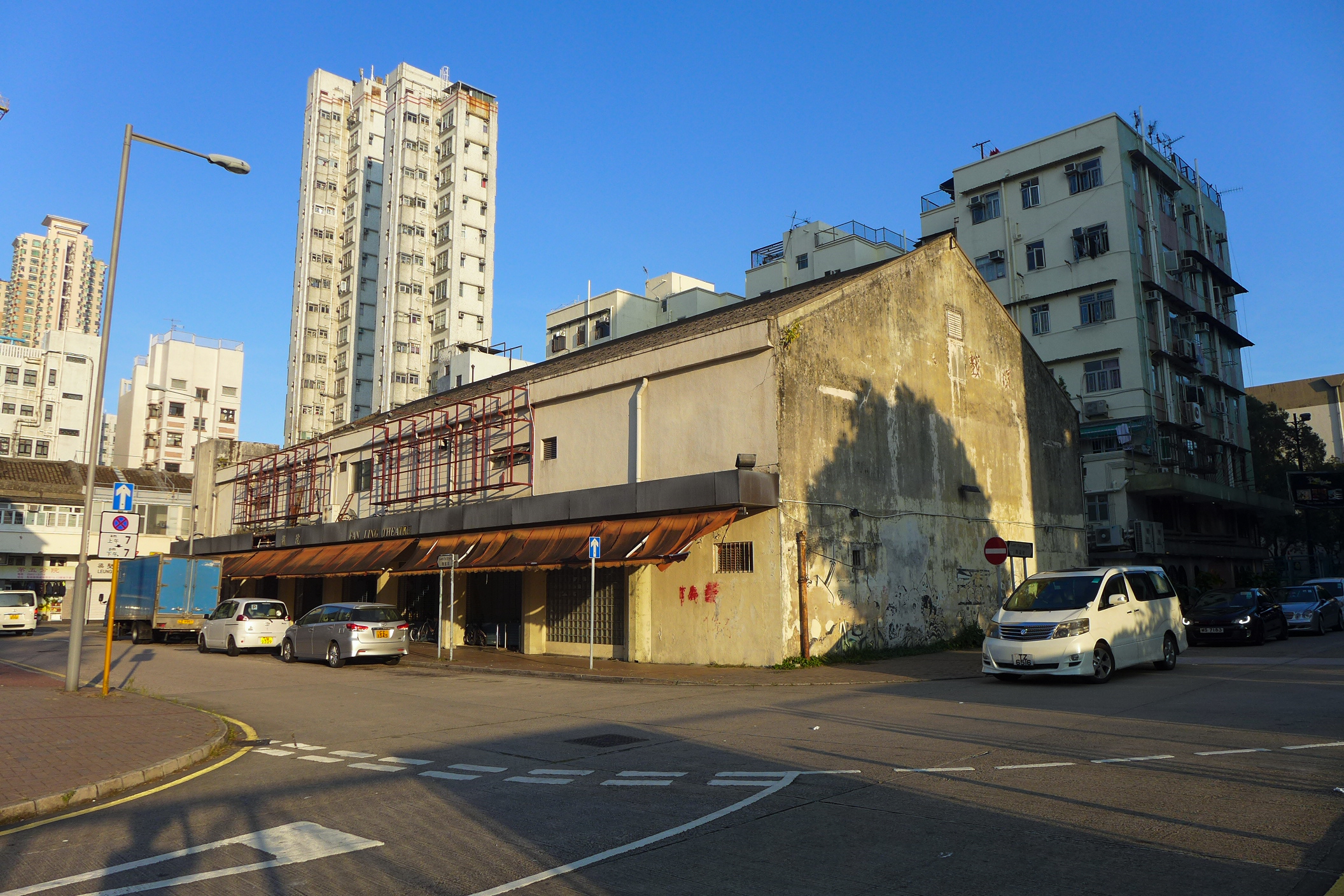
2017年的粉嶺戲院

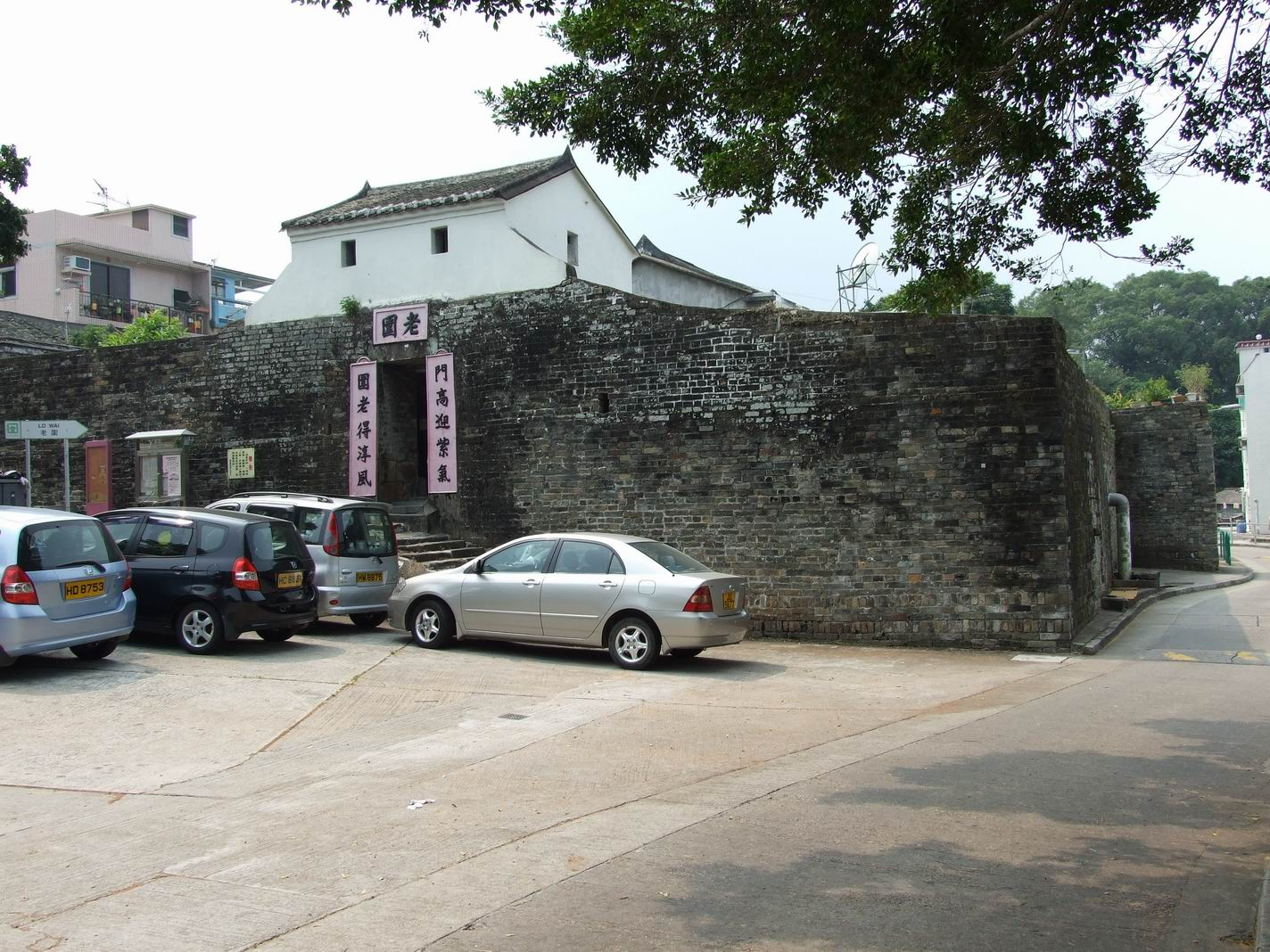
龍躍頭老圍

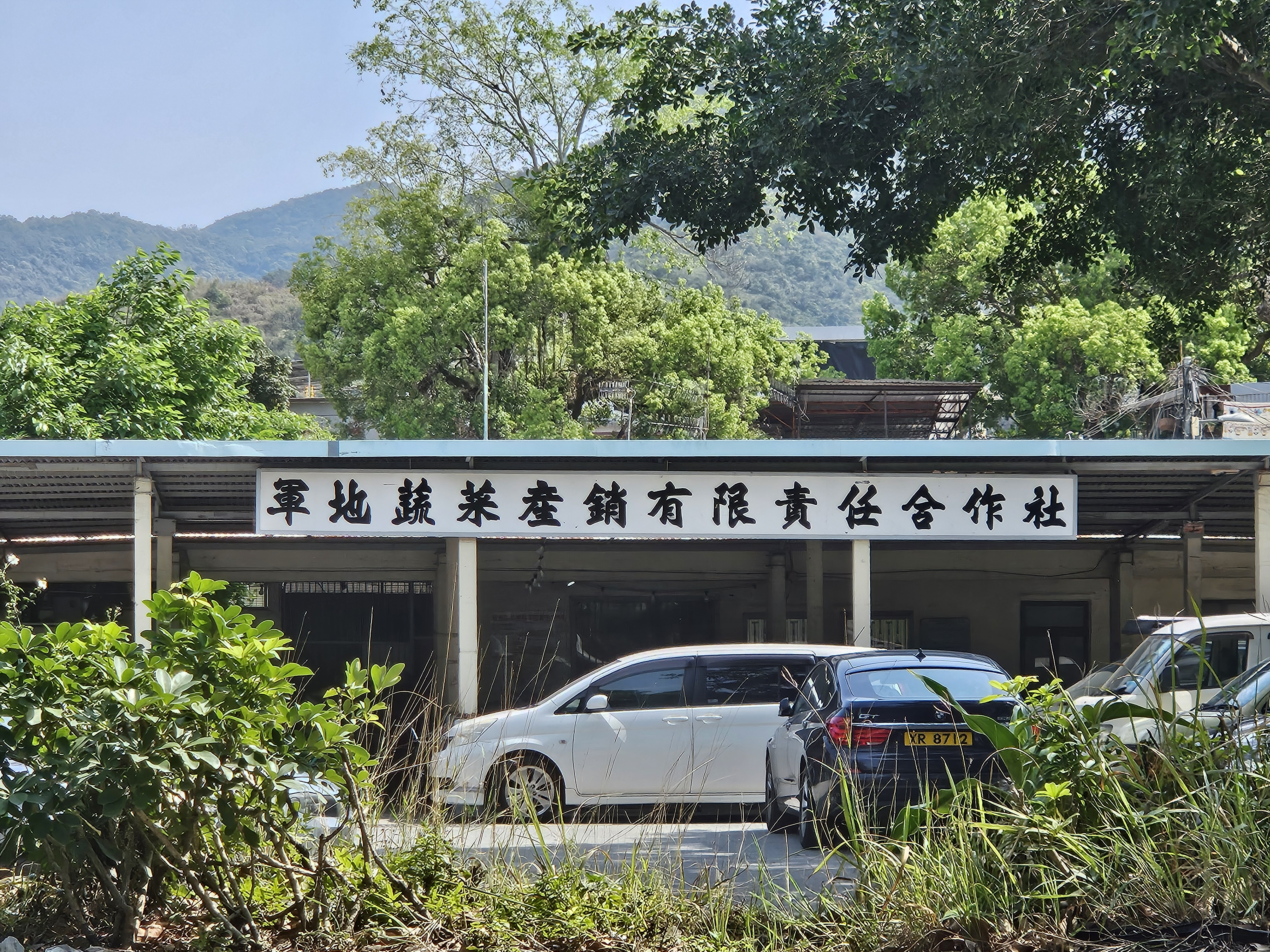
軍地蔬菜產銷有限責任合作社

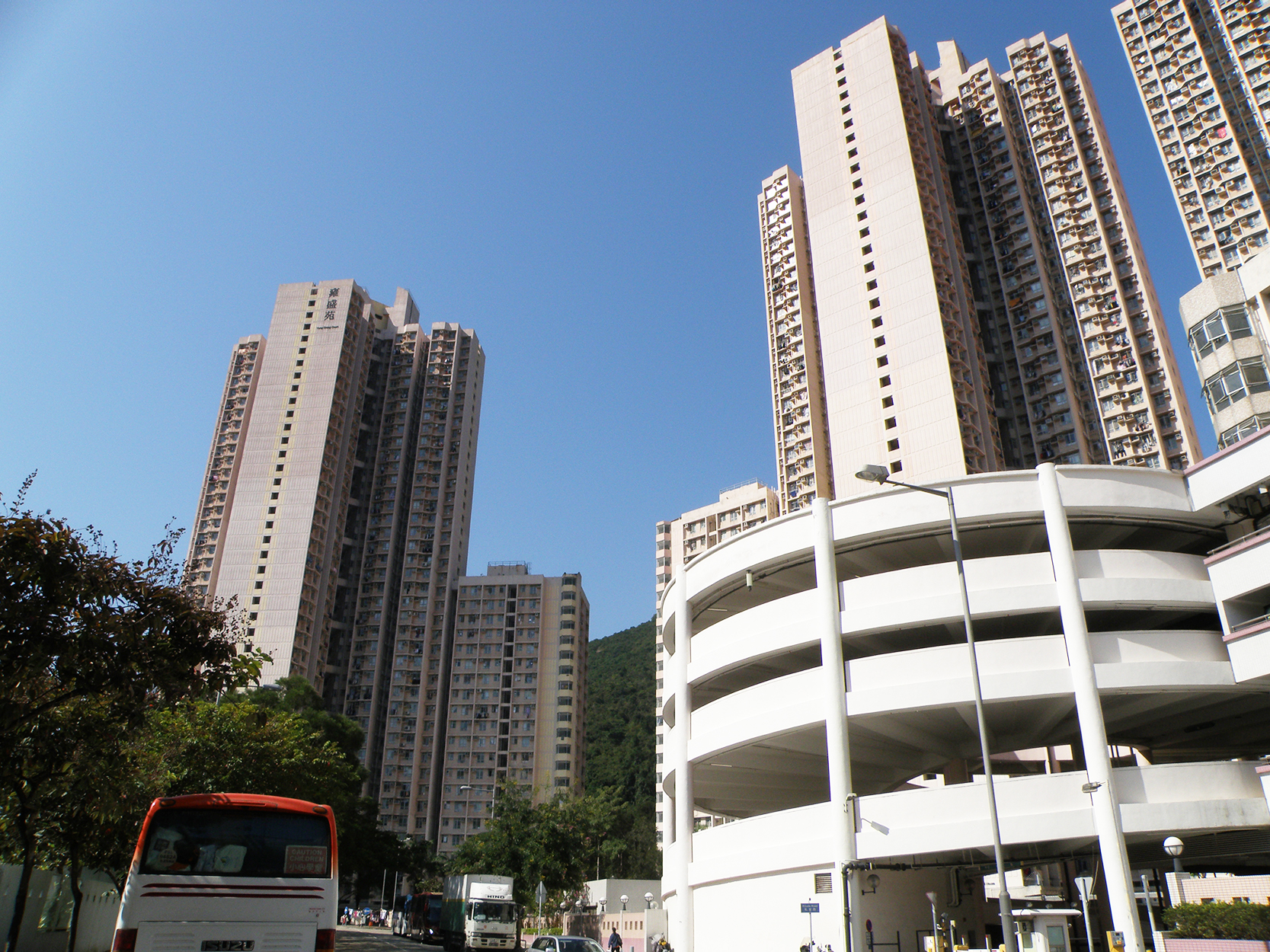
雍盛苑

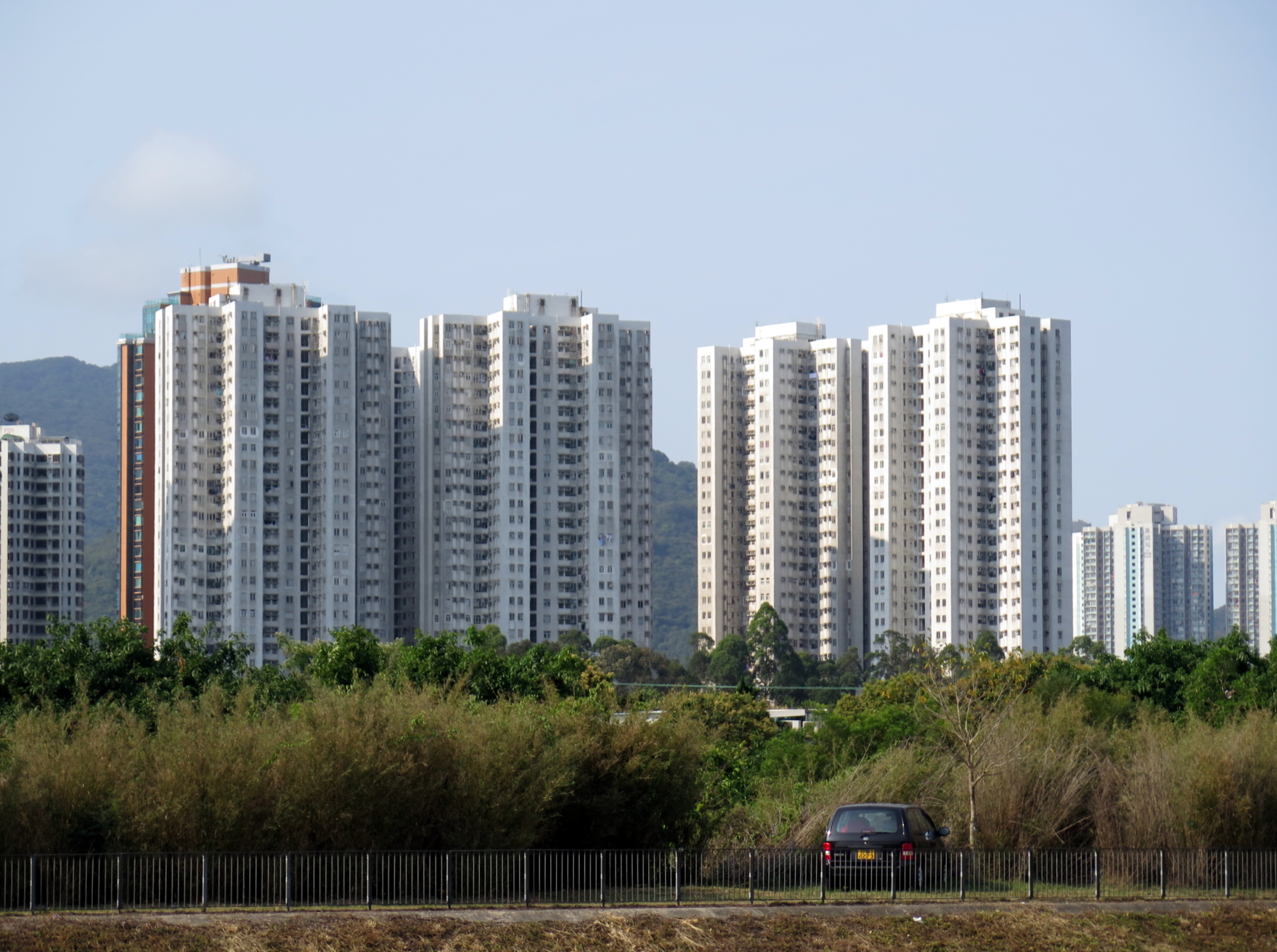
榮福中心

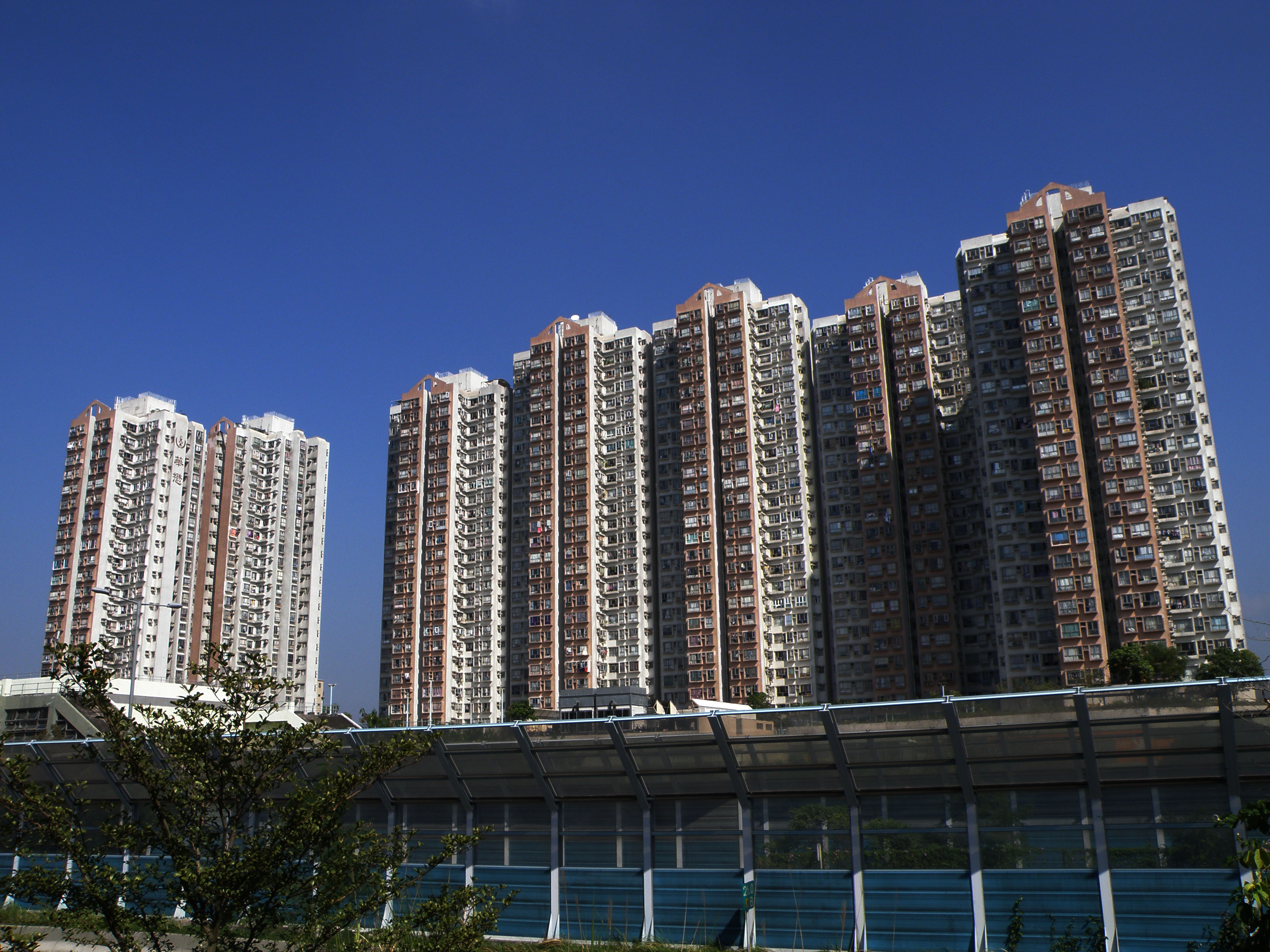
粉嶺名都

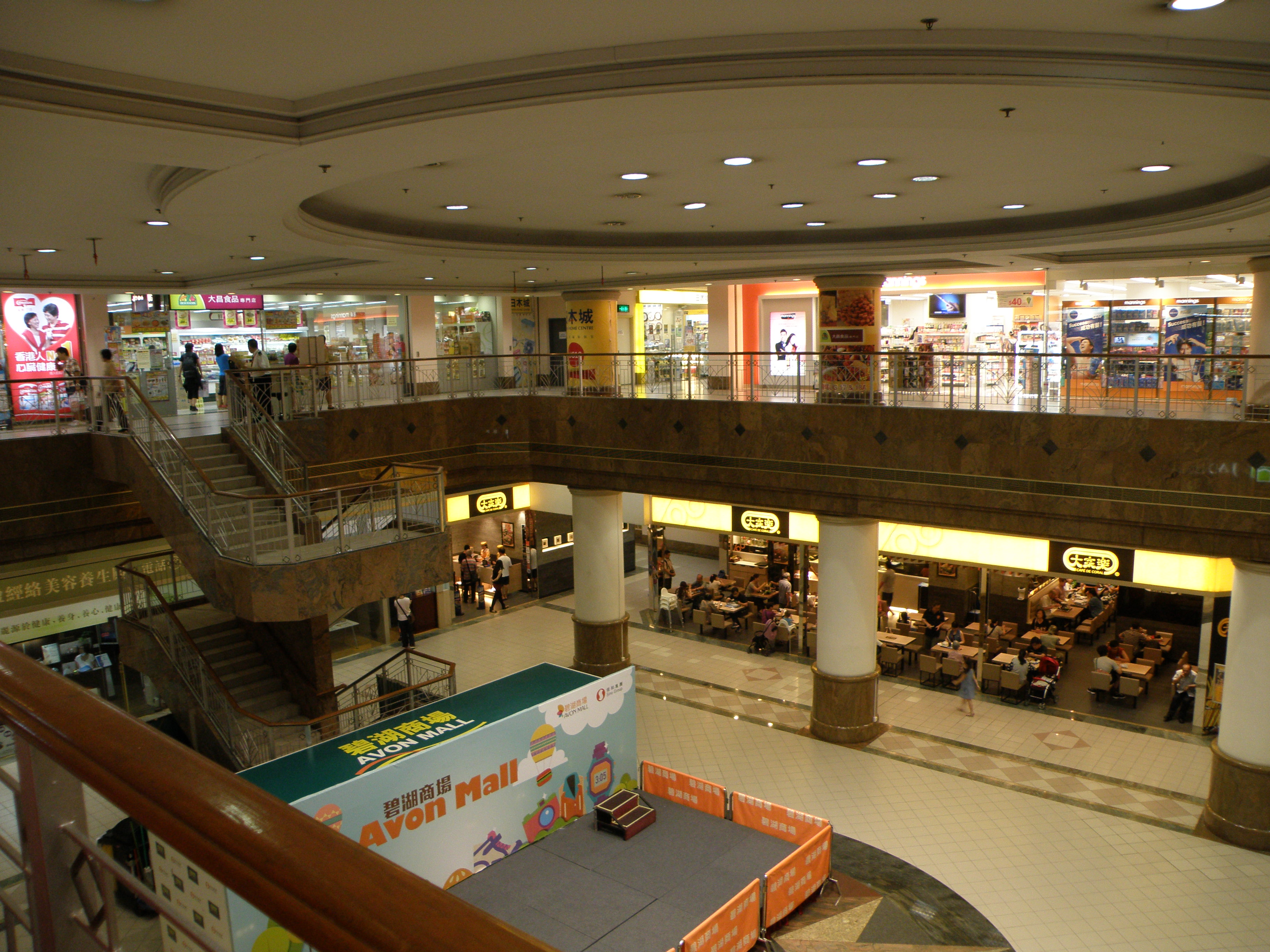
碧湖商場

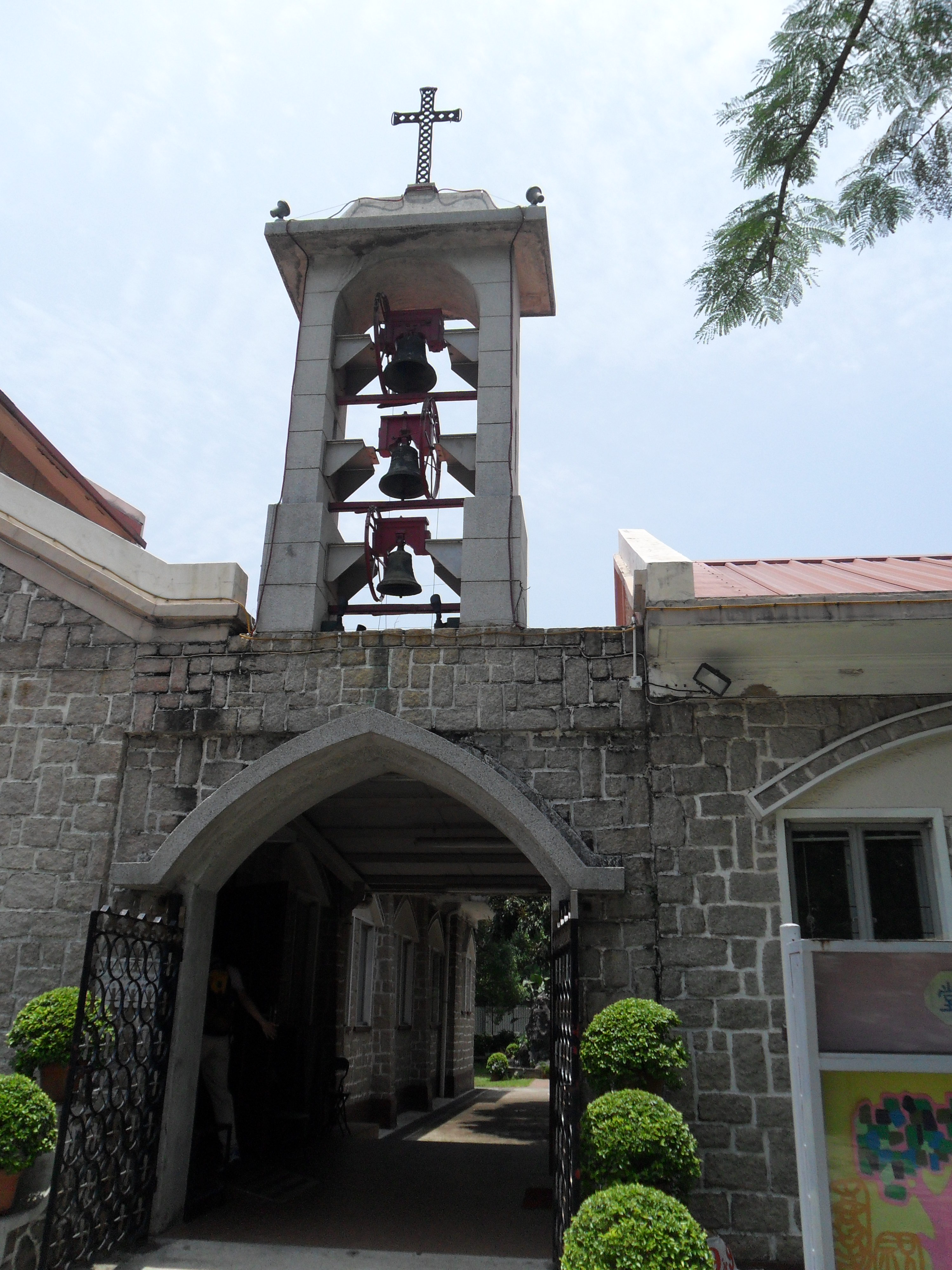
粉嶺聖若瑟堂鐘樓

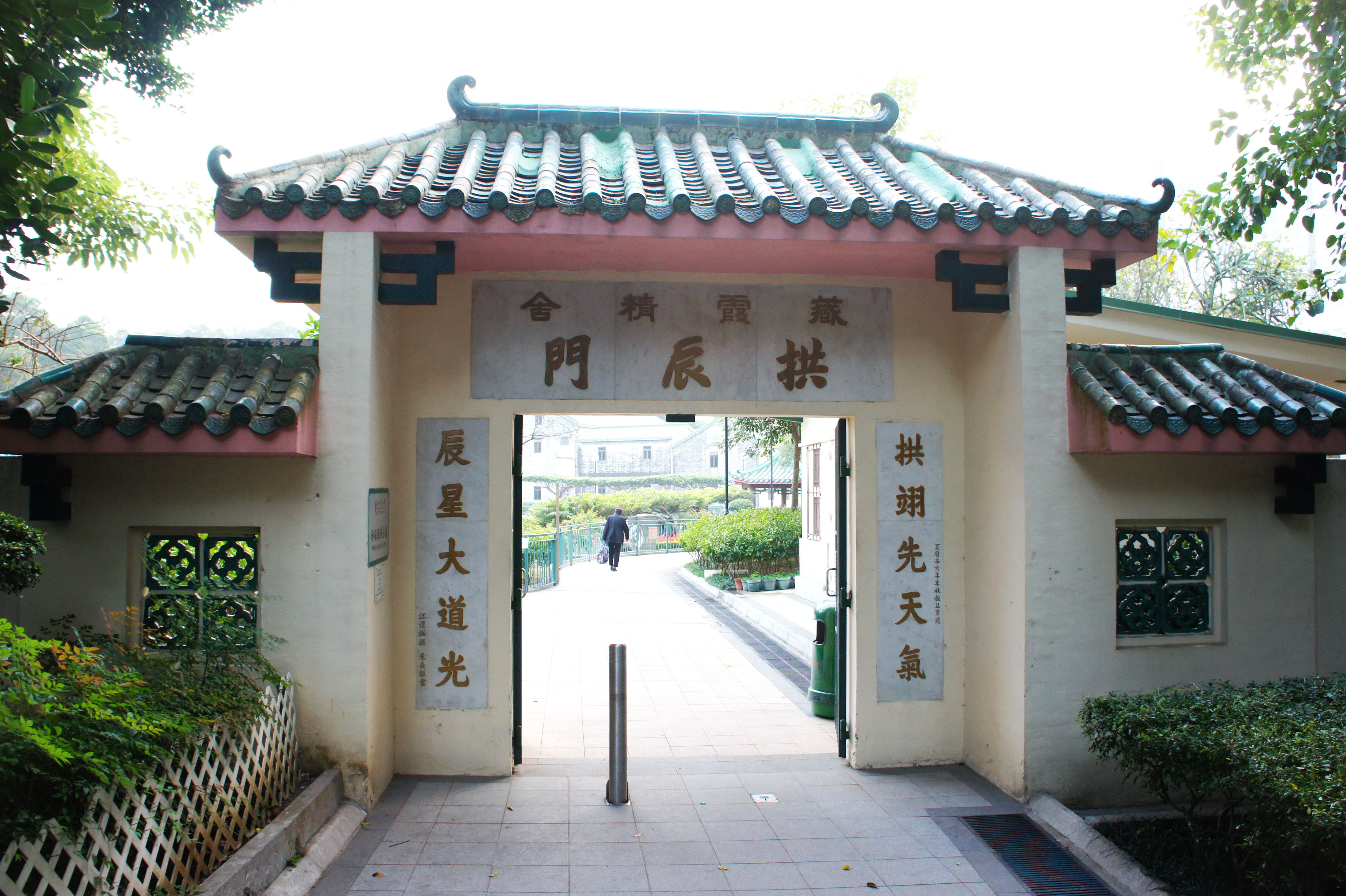
位於粉嶺康樂公園北面入口的藏霞精舍拱辰門

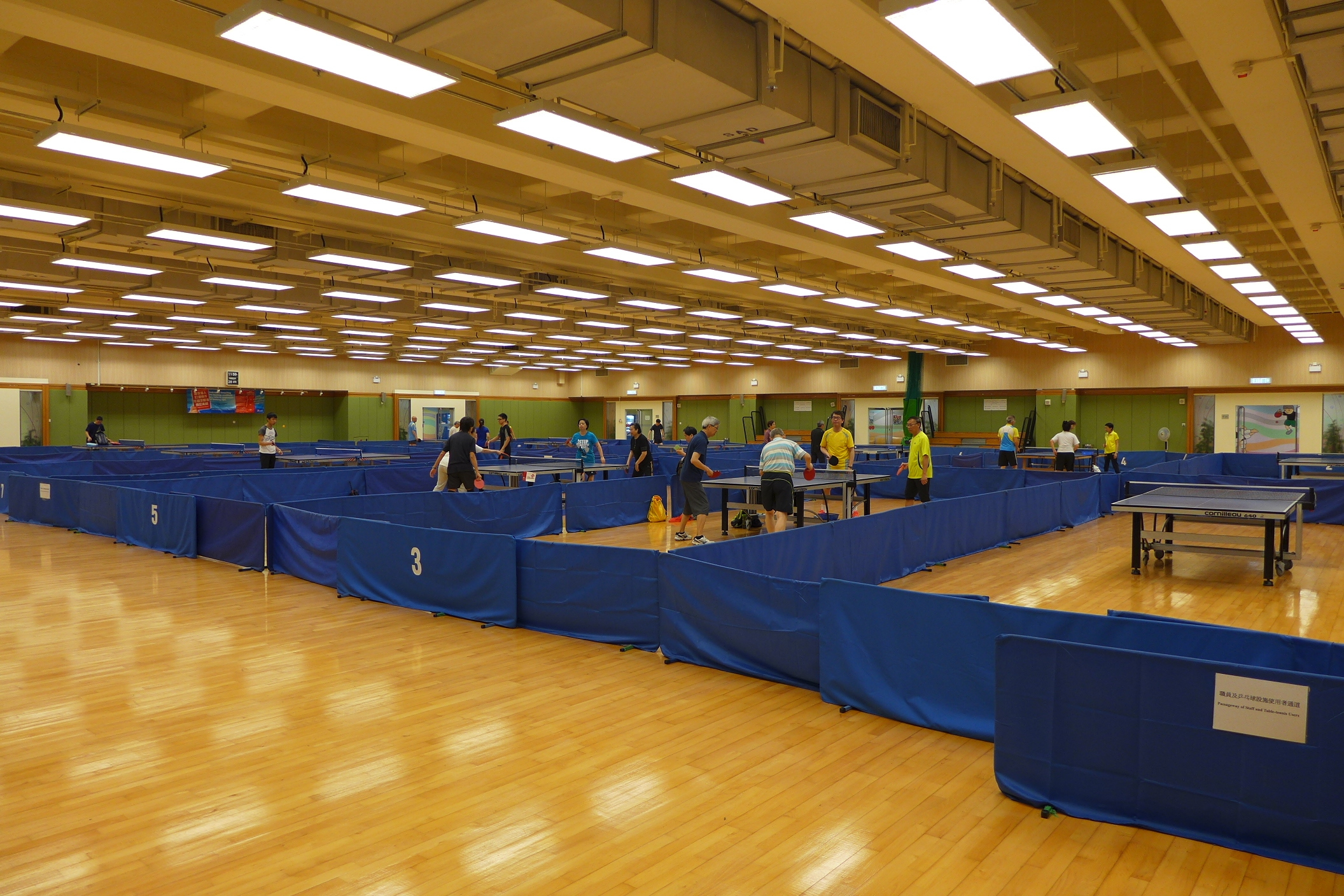
聯和墟體育館內的乒乓球室，空間挺大

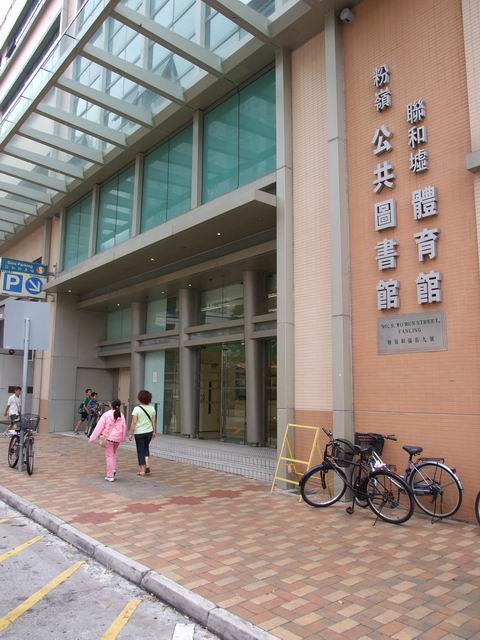
粉嶺公共圖書館和滿街地面入口

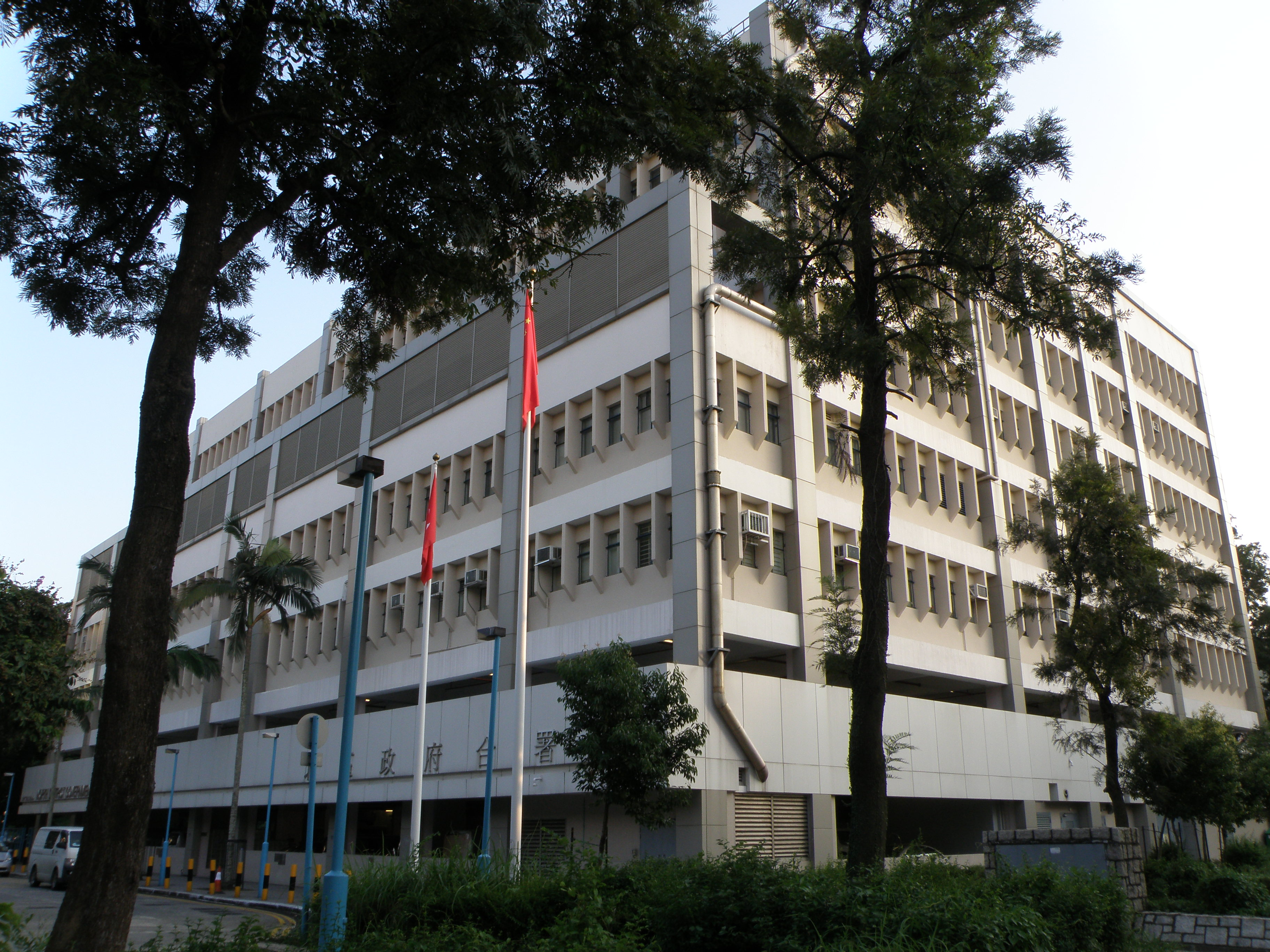
北區政府合署 (北面)

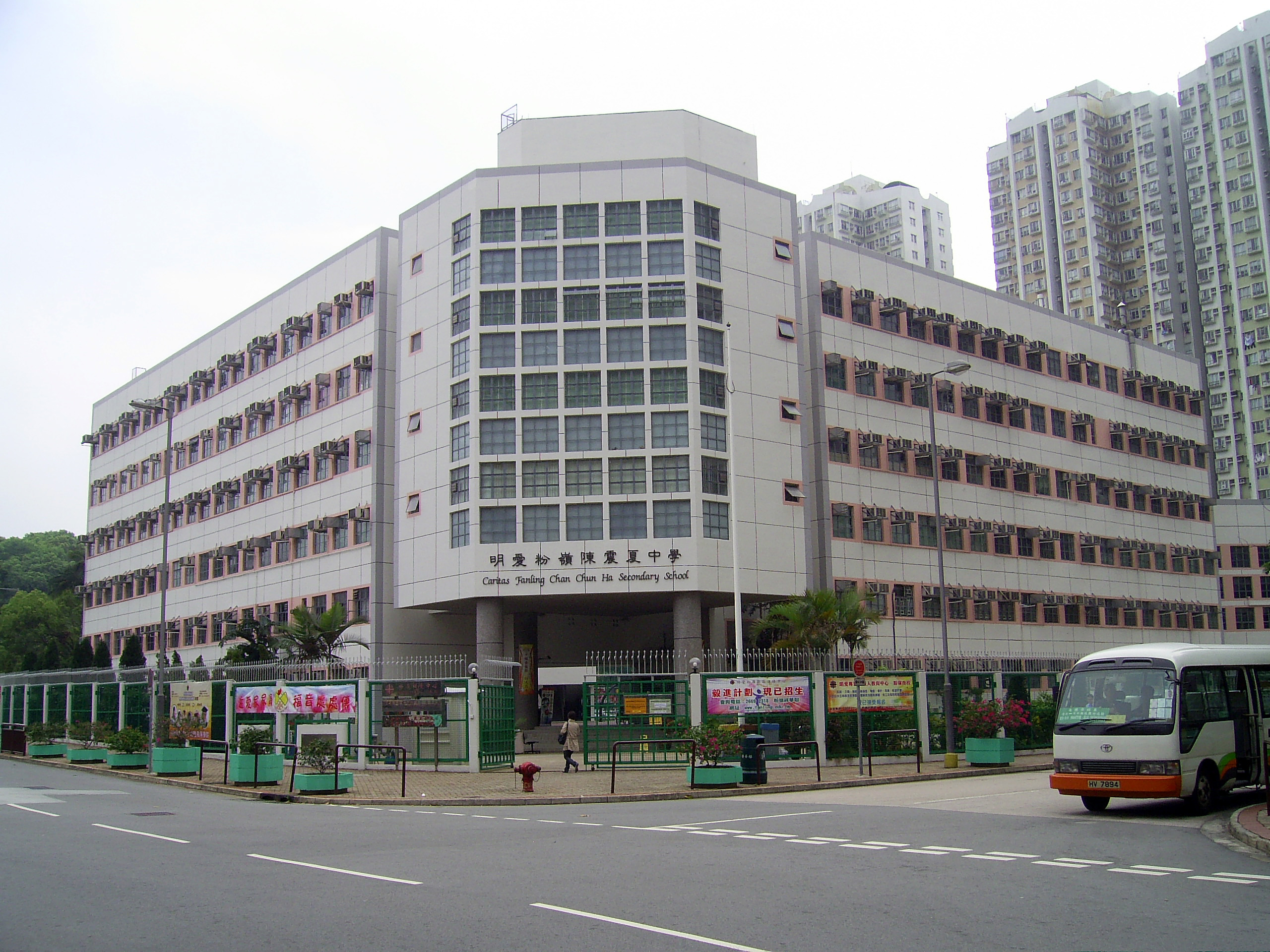
明愛粉嶺陳震夏中學

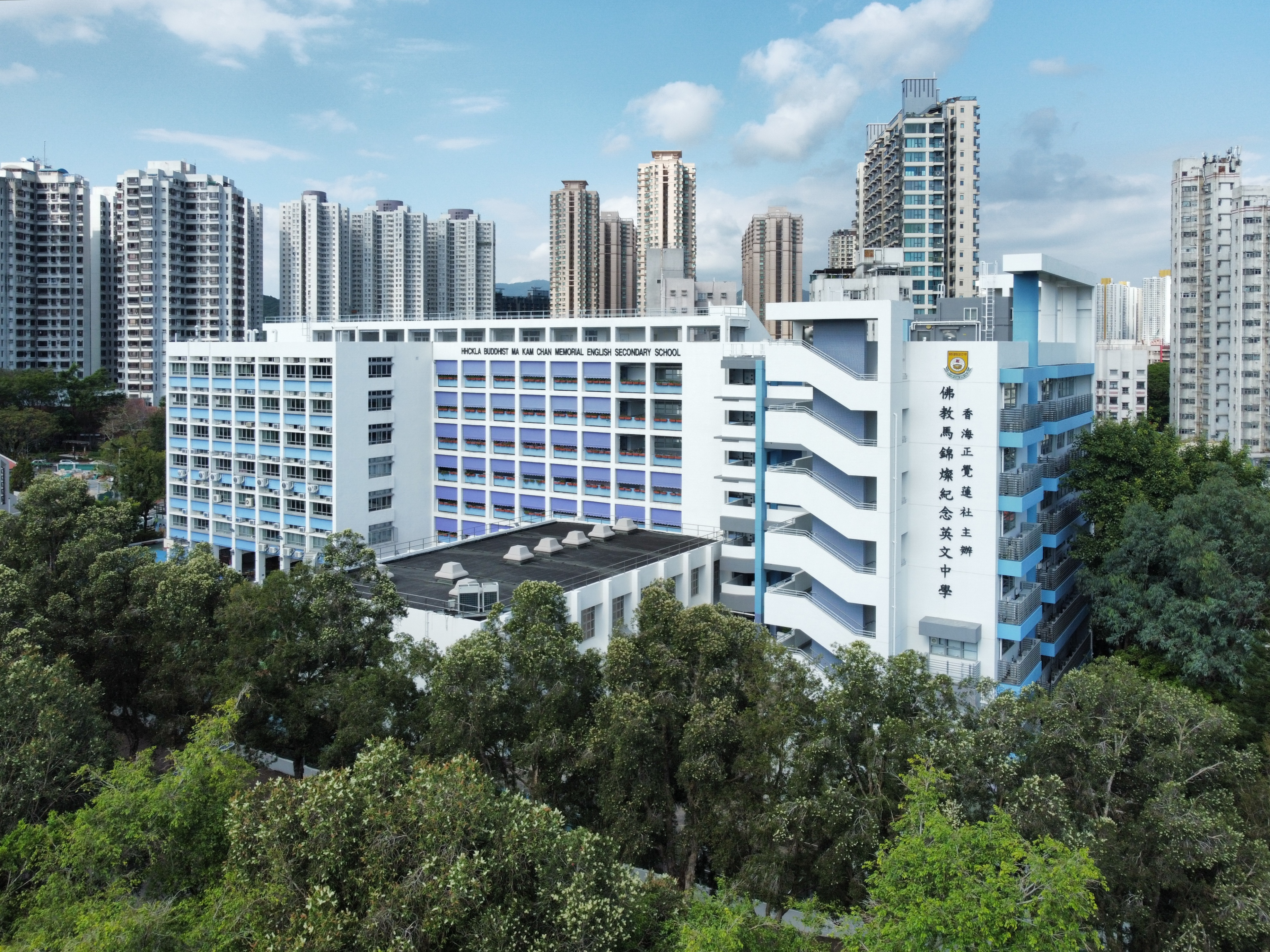
香海正覺蓮社佛教馬錦燦紀念英文中學

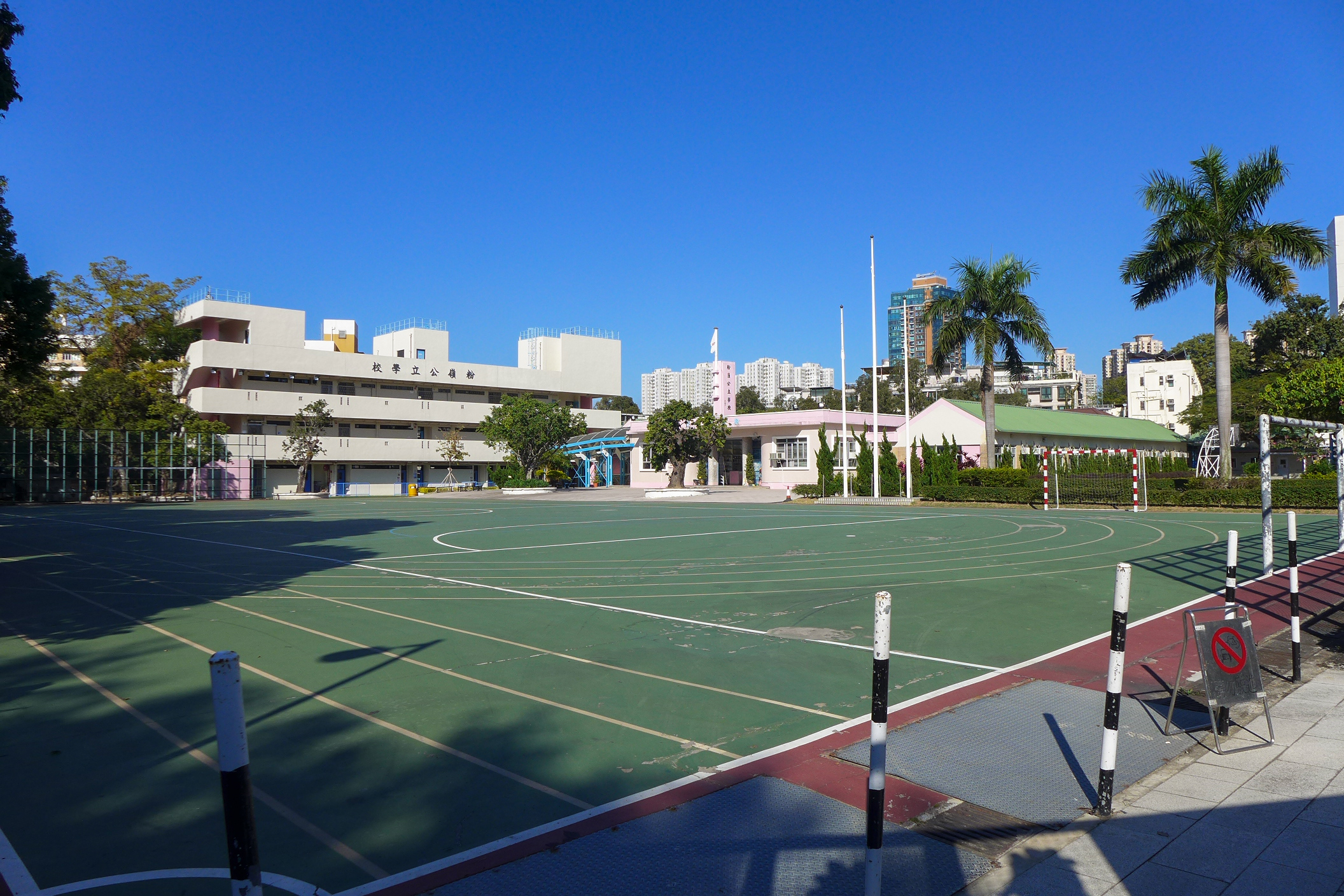
粉嶺公立學校

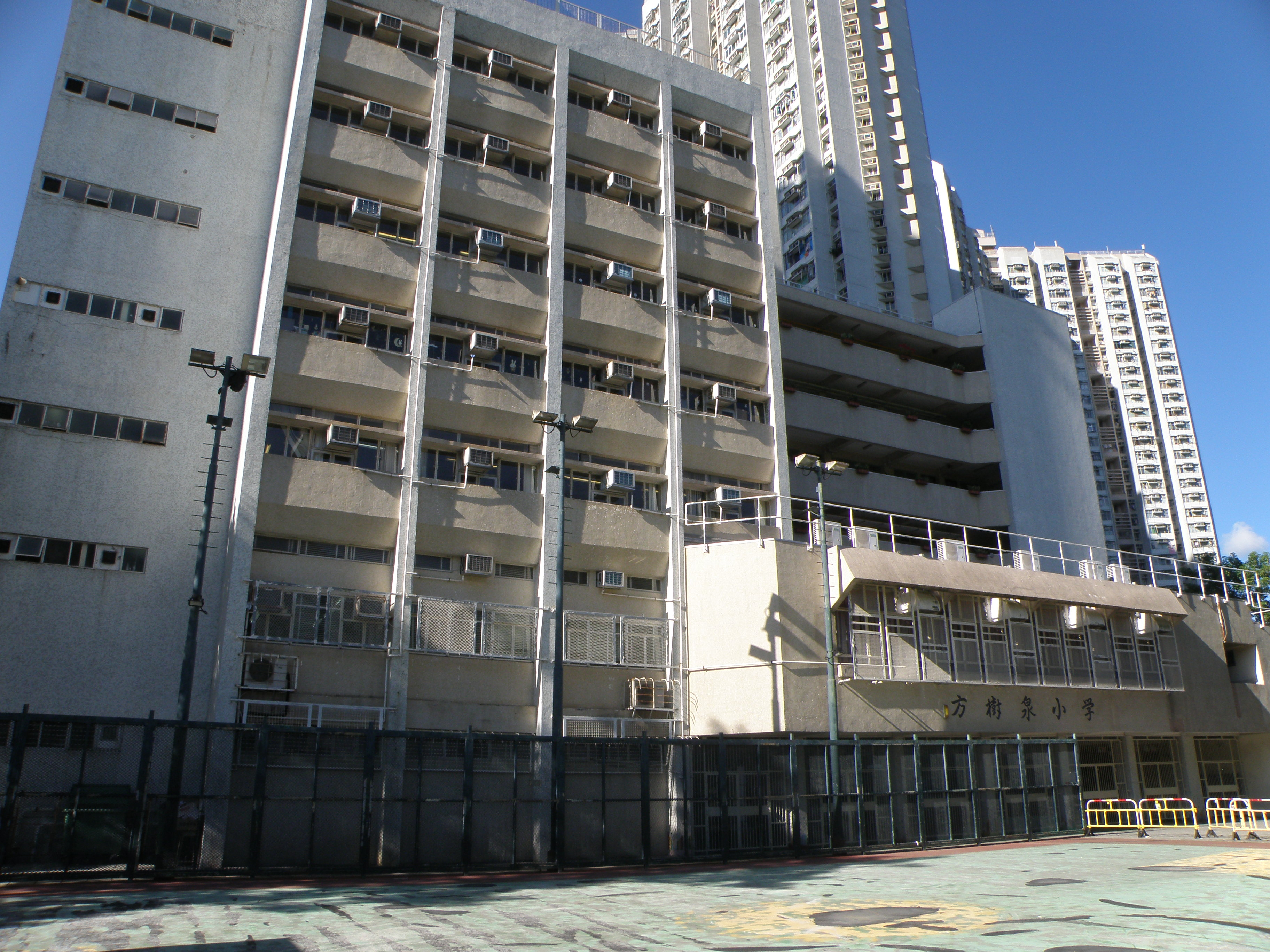
方樹福堂基金方樹泉小學

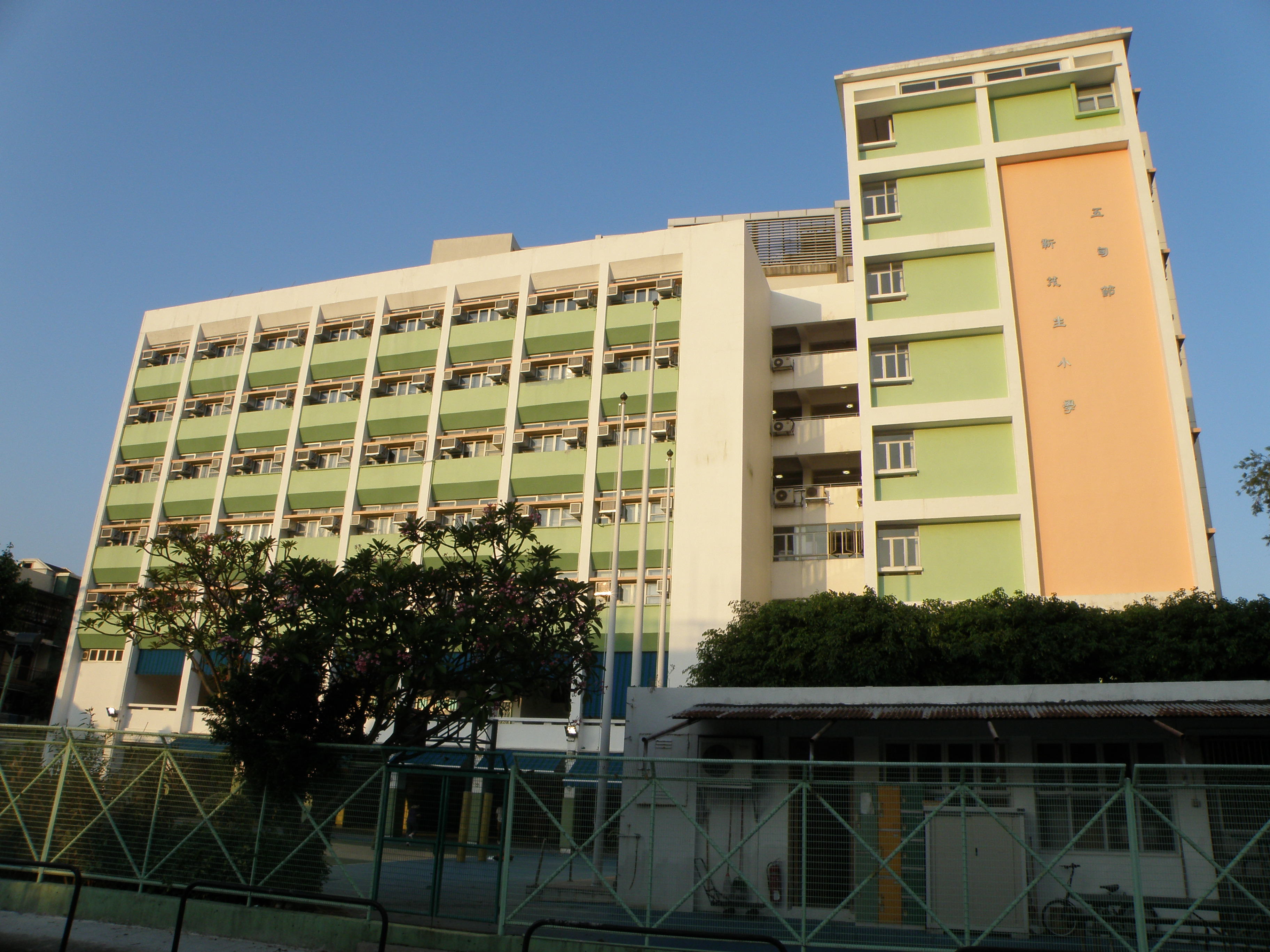
五旬節靳茂生小學

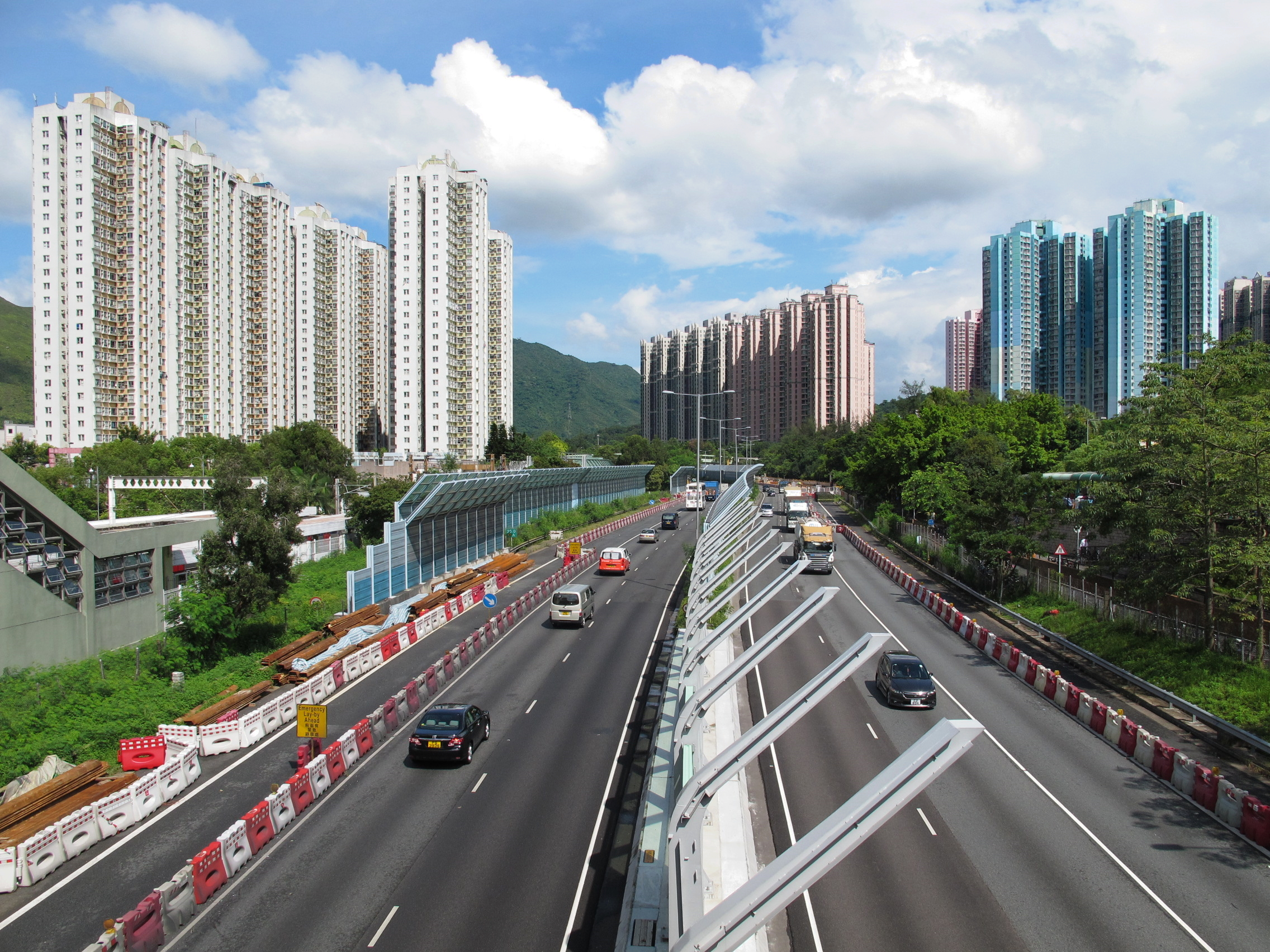
粉嶺公路

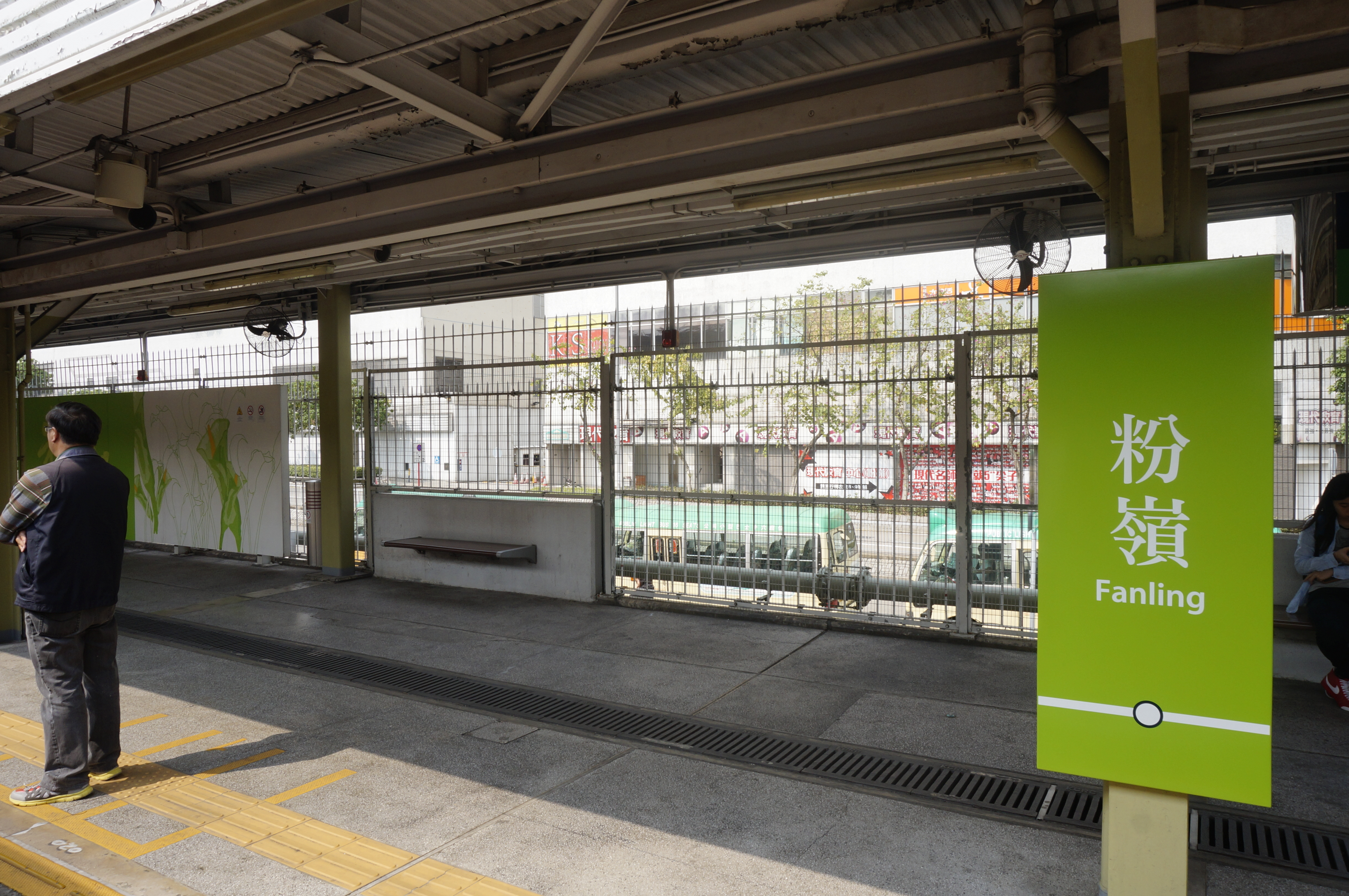
港鐵粉嶺站

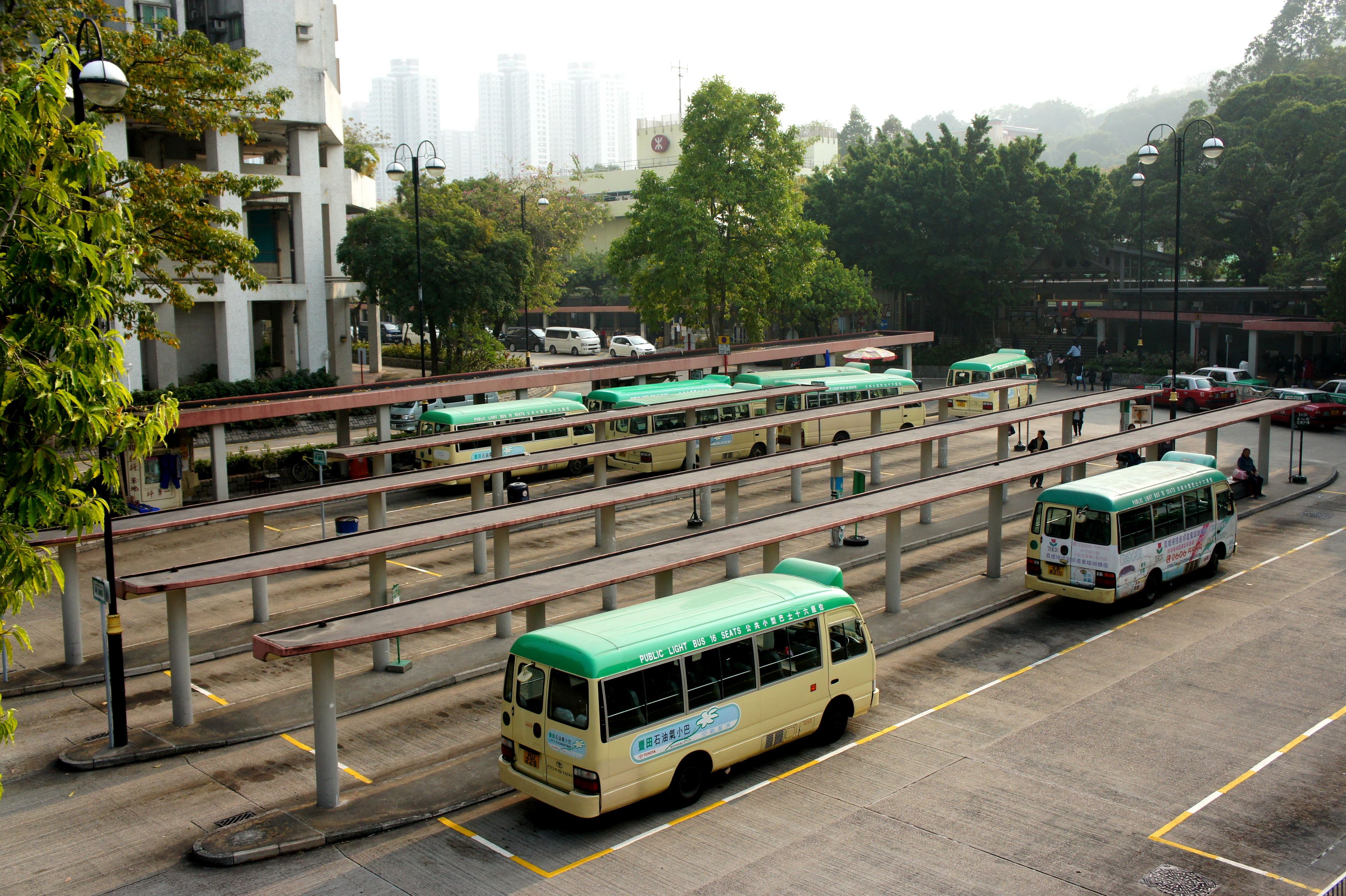
粉嶺車站路小巴總站

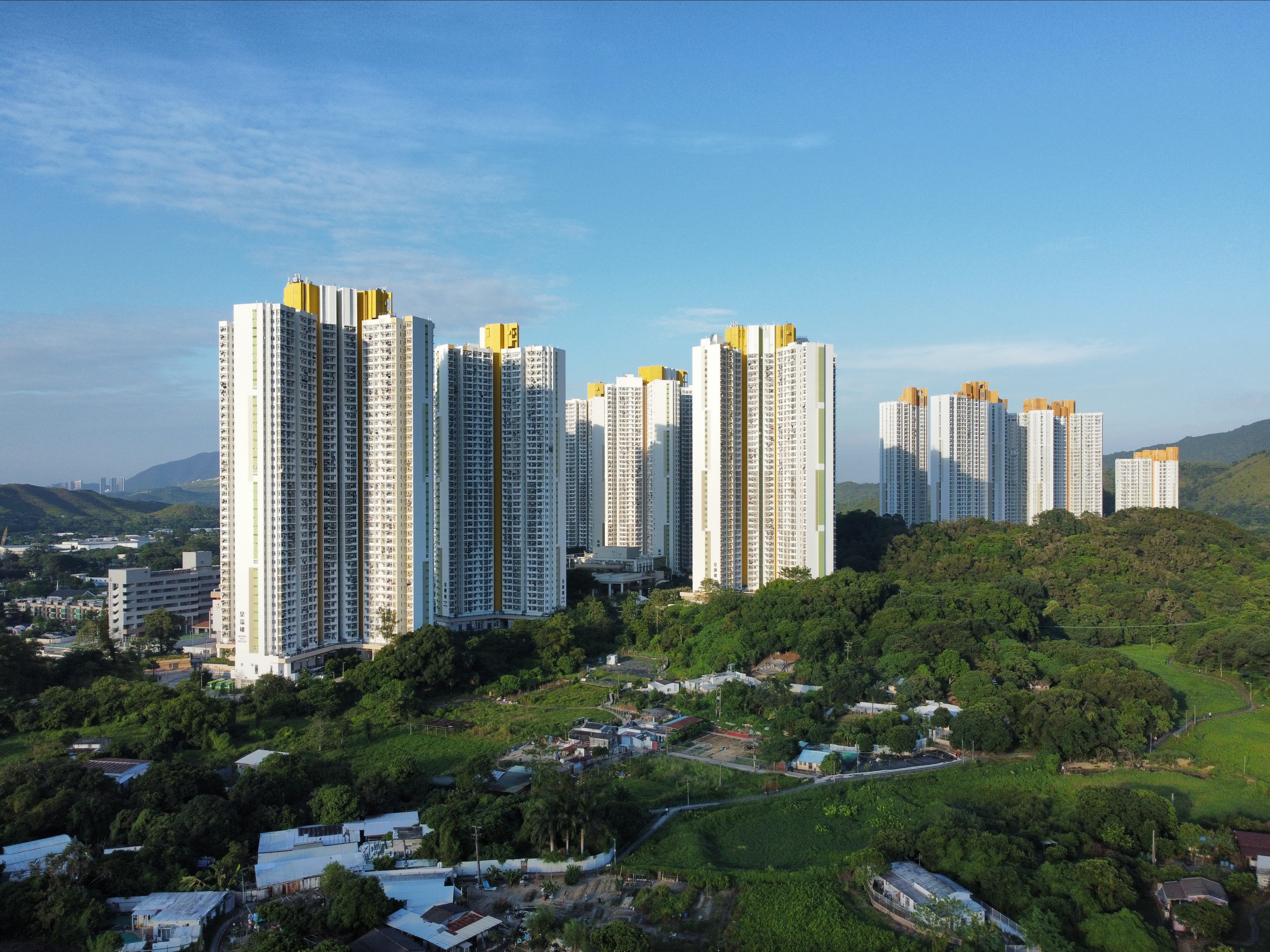
由前皇后山軍營重建而成的公營房屋

粉嶺早期不見經傳，南宋時有人開村；而鄰近的上水華山，則發現漢代文物, 直到清嘉慶編制的《新安縣志》卷二收錄「粉壁嶺」。粉嶺於1898年簽訂的《展拓香港界址專條》隨新界一併割讓給英國。日佔時期粉嶺由上水區役所管治。1979年北區升格為18個地方行政區一員，而粉嶺是北區的四大分區之一。
聯和墟
聯和墟於1949年由粉嶺、沙頭角、打鼓嶺和部分大埔區村民集資成立。1951年正式建墟。2002年9月26日停止運作。
安樂村
安樂村於1915年由香港商人馮鏡湖等集資立村，是一條雜姓村落，包括李、鄧、馮等姓氏。安樂村是文人道侶聚集及富人修建別墅之區，有鏡湖別墅、西河別墅、瑞勝書室、李園、本立園、成法園、三教總學會、安樂祠等，其中於1925年建成的軒轅祖祠最為著名，現已重建為黃帝祠。1980年代，該村的土地逐漸改建成粉嶺工廠區（安樂村工業區）。
龍躍頭
龍躍頭是新界五大家族之一鄧氏的聚居處，於元朝末年由錦田分遷到龍躍頭，開村（即老圍）立業至今歷800多年，因子孫繁衍而在附近另立村莊，成為現時的五圍六村。龍躍頭的五圍是指老圍、麻笏圍、永寧圍、東閣圍（或稱嶺角圍）和新圍（或稱覲龍圍），六村則是麻笏村、永寧村（或稱大廳）、祠堂村、新屋村、小坑村和覲龍村，五圍六村給沙頭角公路從中分隔。明朝中葉，龍躍頭鄧氏勢力延伸至大埔海，建有鄧孝子祠，清初開設大埗墟。
粉嶺圍
宋朝末年（1120年至1280年期間），新界五大家族之一彭氏家族從潮州揭阳县遷居扺港，初居於龍山，後遷粉嶺樓，於明朝萬曆（1573-1620年）年間定居粉嶺圍。

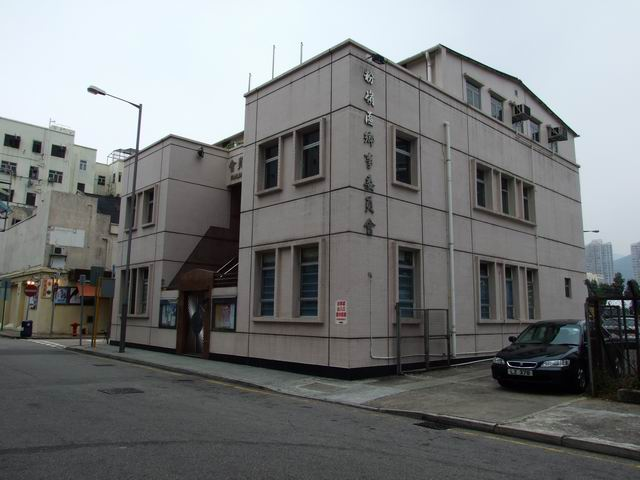
粉嶺區鄉事委員會
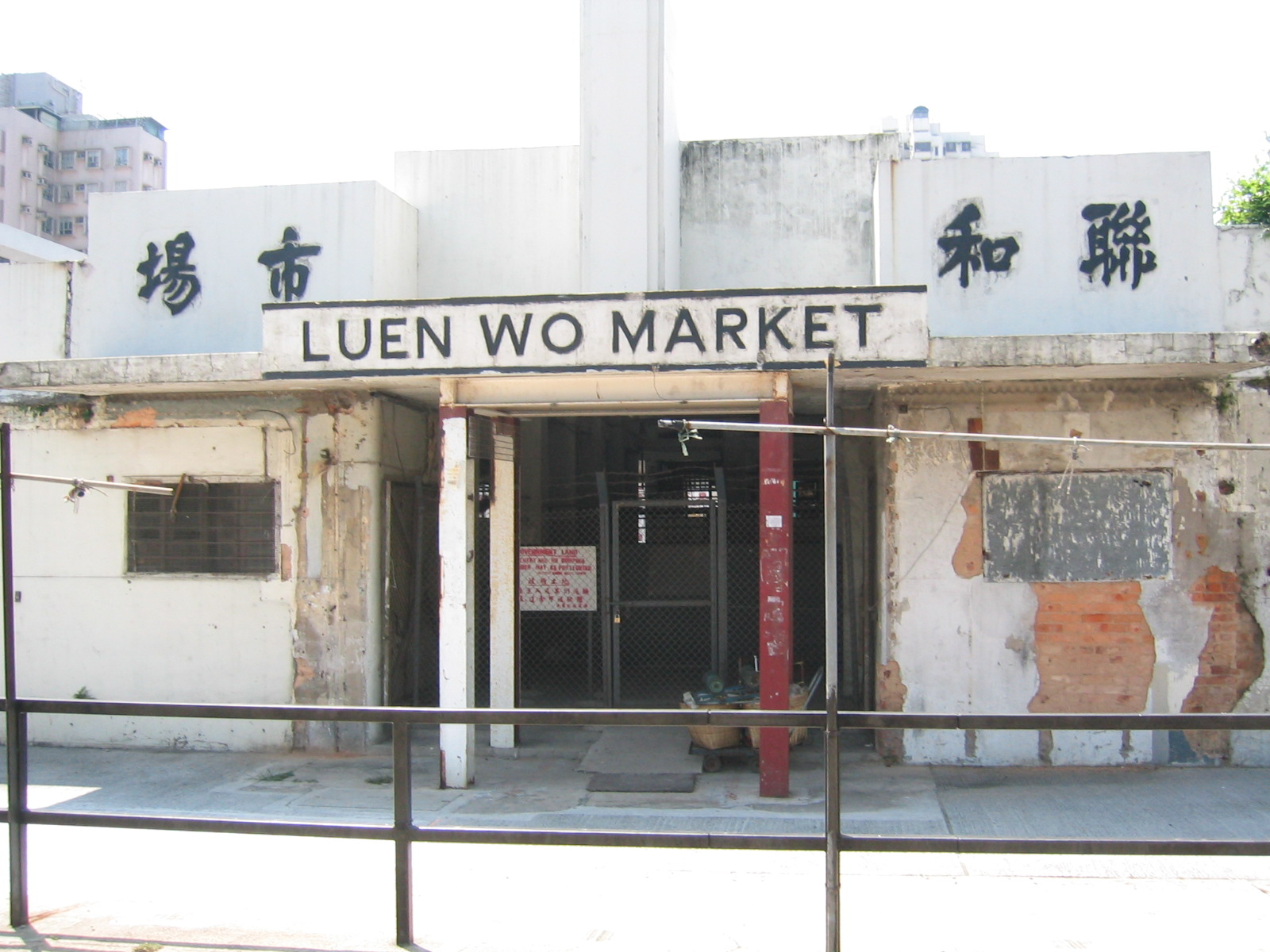
聯和墟舊街市
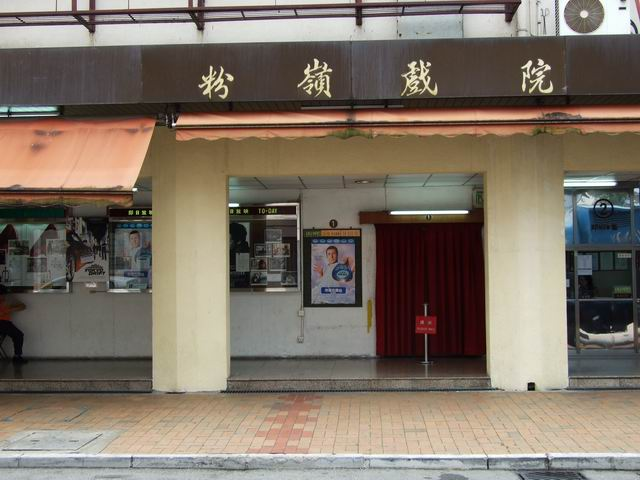
粉嶺戲院（現已結業）

## 社區環境

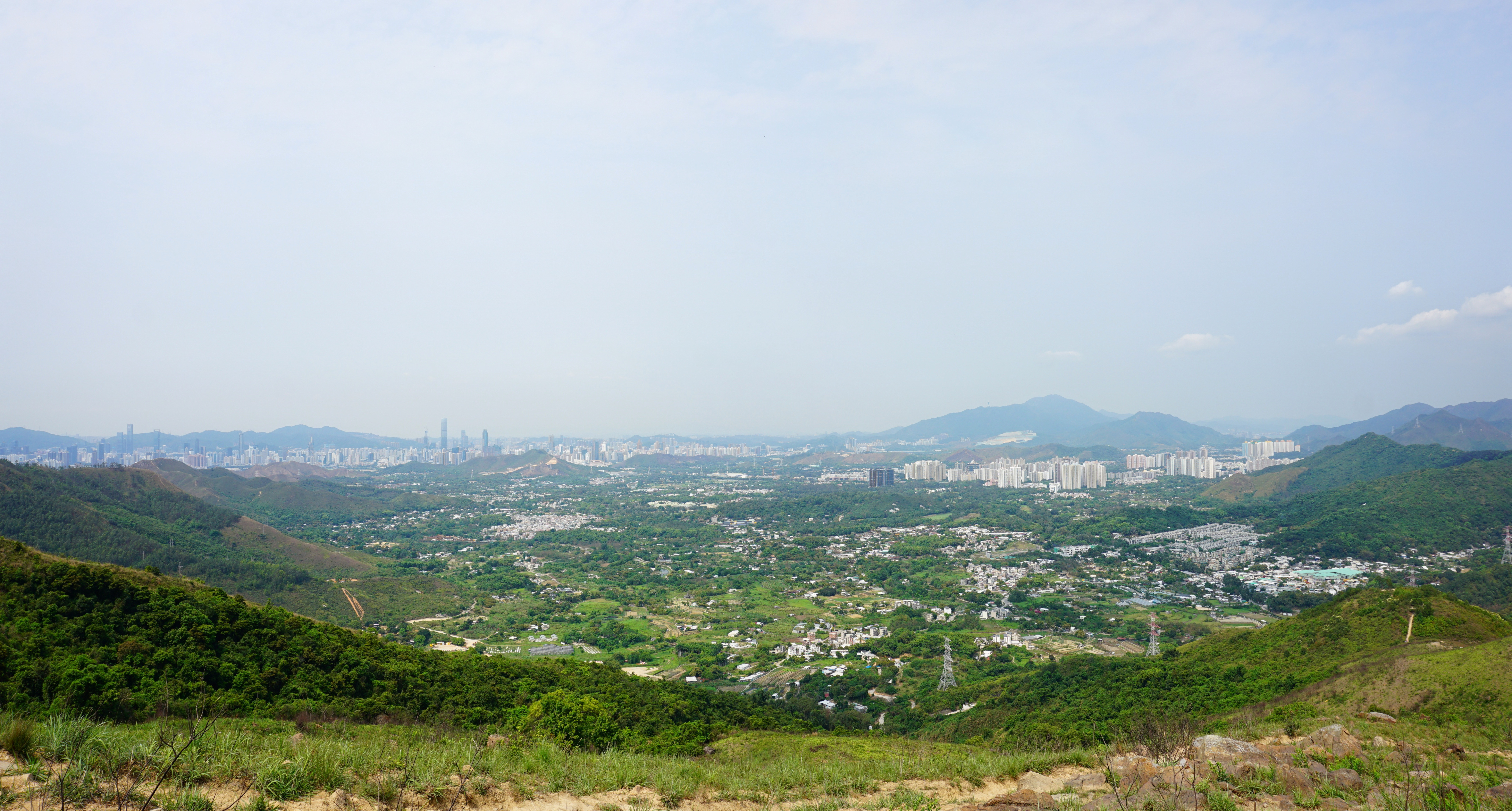
從雞公嶺看粉嶺平原的村落。

### 鄉村
以下為粉嶺鄉事委員會的組成村列表：
- 粉嶺樓
- 粉嶺
- 虎地排
- 鶴藪圍
- 孔嶺（朝勝堂五村）
- 簡頭村（朝勝堂五村）
- 高莆
- 龜頭嶺
- 軍地
- 流水响
- 嶺皮村（朝勝堂五村）
- 嶺仔（朝勝堂五村）
- 嶺咀
- 龍躍頭
- 馬尾下
- 馬料水新村
- 麻笏村
- 安樂村
- 新塘莆
- 新屋仔（朝勝堂五村）
- 崇謙堂
- 小坑新村
- 獅頭嶺
- 丹竹坑
- 塘坑
- 祠堂村
- 畫眉山
- 雲山下
- 和合石

其他鄉村：
- 馬屎埔村
- 和興村
- 粉嶺城門新村
- 高埔村
- 高埔北村

### 公共屋邨
- 祥華邨
- 華明邨
- 華心邨
- 嘉福邨
- 雍盛苑（同時作公屋及居屋，公屋：雍萃閣（B座）及雍華閣（C座））
- 暉明邨
- 皇后山邨
- 鳳凰嶺邨（興建中）

### 居屋
- 昌盛苑
- 欣盛苑
- 景盛苑
- 雍盛苑（同時作公屋及居屋，居屋：雍薈閣（A座））
- 嘉盛苑
- 榮福中心
- 榮輝中心
- 山麗苑

### 政府宿舍
- 芬園

### 私人屋苑
- 綠悠軒
- 皇府山
- 帝庭軒
- 御庭軒
- 牽晴間
- 華慧園
- 粉嶺中心
- 粉嶺名都
- 粉嶺花園
- 海聯廣場
- 碧湖花園
- 花都廣場
- 萬豪居
- 翠彤苑
- 逸峯
- 隴山一號
- 豪峰嶺
- 百褔花園
- 嘉宏中心
- 嘉和軒
- 數碼都域
- 海燕花園
- 瑞栢園
- 星光新邨
- 嘉兆軒

### 商場
- 軍地(粉嶺北)：皇后山商場
- 聯和墟(粉嶺北)：帝庭軒商場、綠悠軒、海聯廣場、逸峯廣場、28墟
- 粉嶺站附近(粉嶺中)：粉嶺中心、粉嶺名都、祥華商場
- 粉嶺南：碧湖花園、牽晴間、花都廣場、雍盛商場、華明商場、華心商場

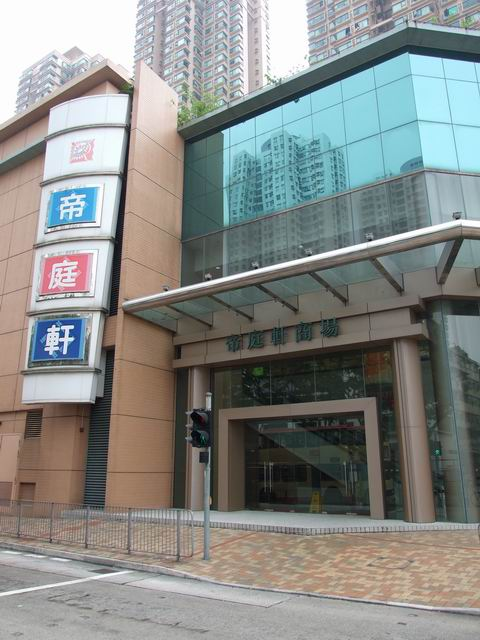
帝庭軒商場
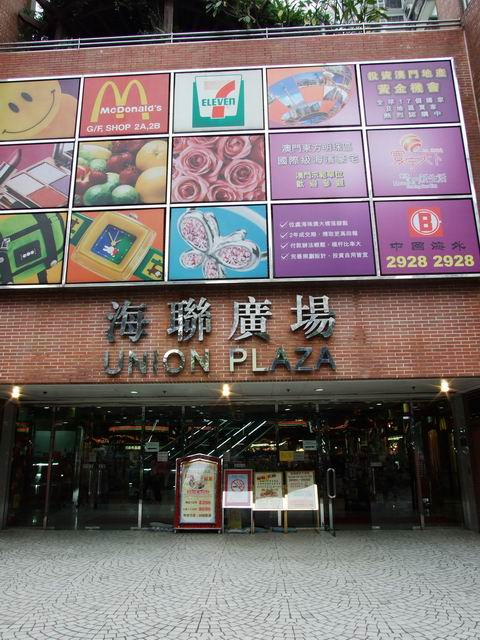
海聯廣場商場
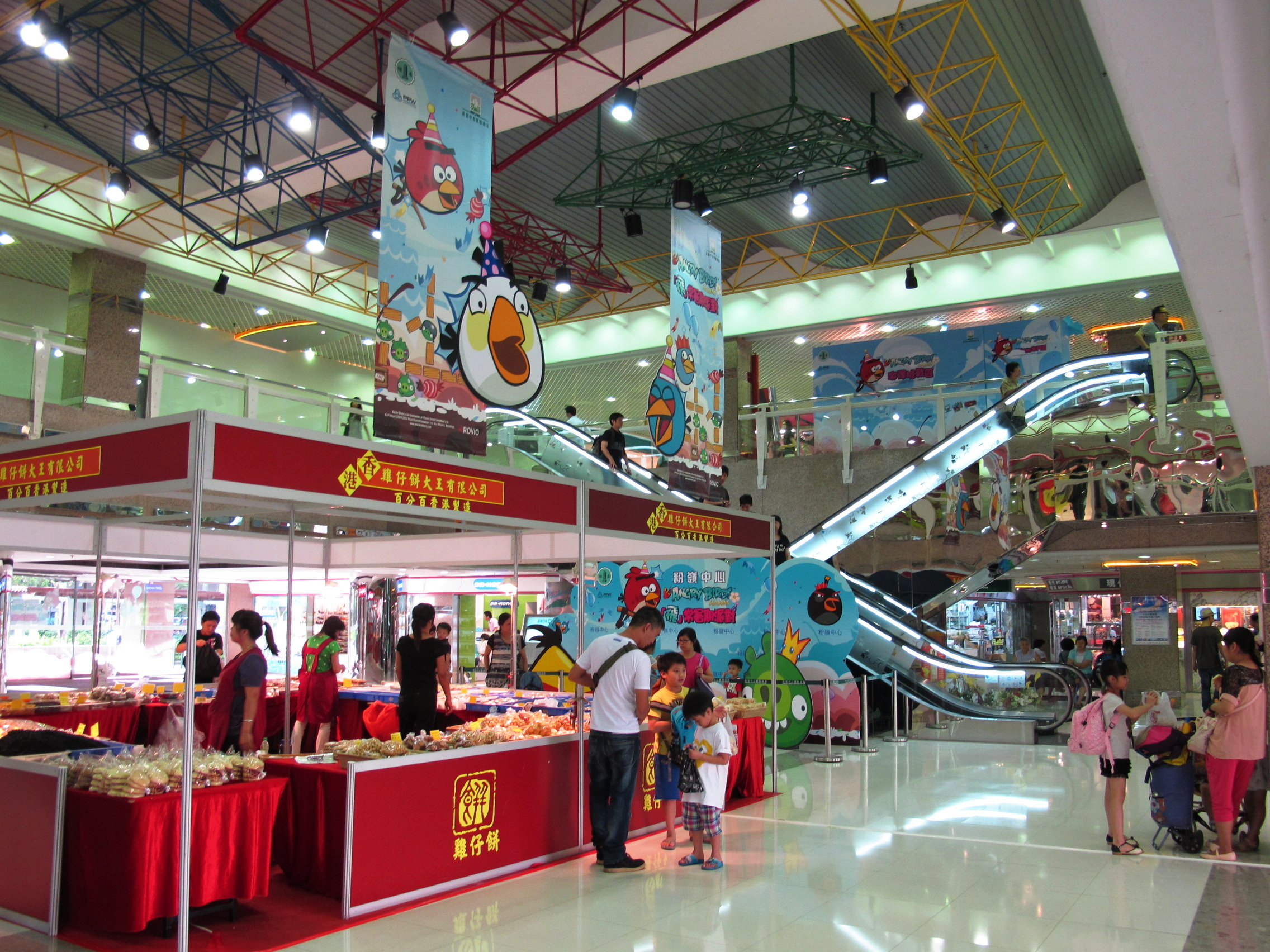
粉嶺中心商場
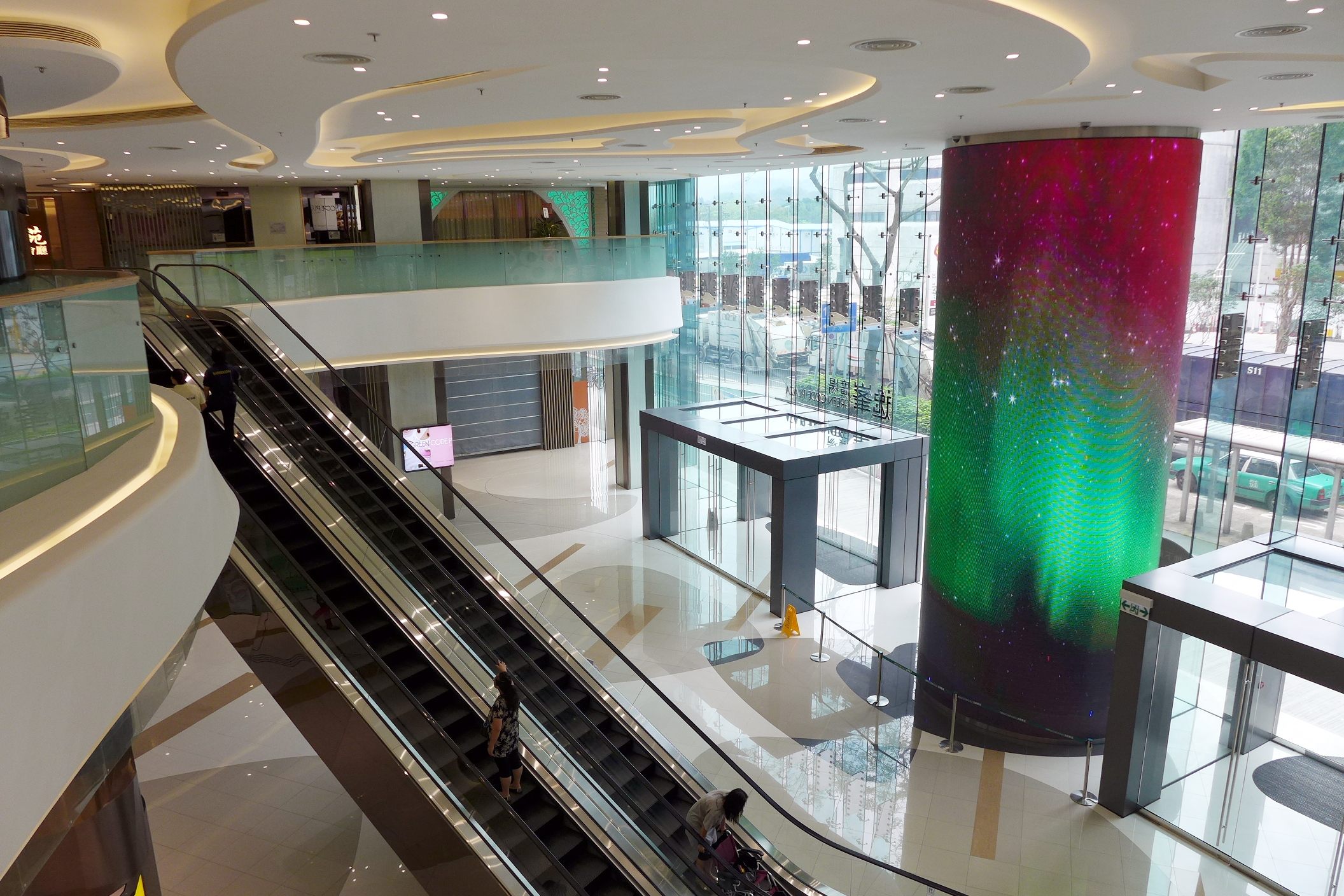
逸峯廣場

### 宗教及歷史建築
- 彭氏宗祠

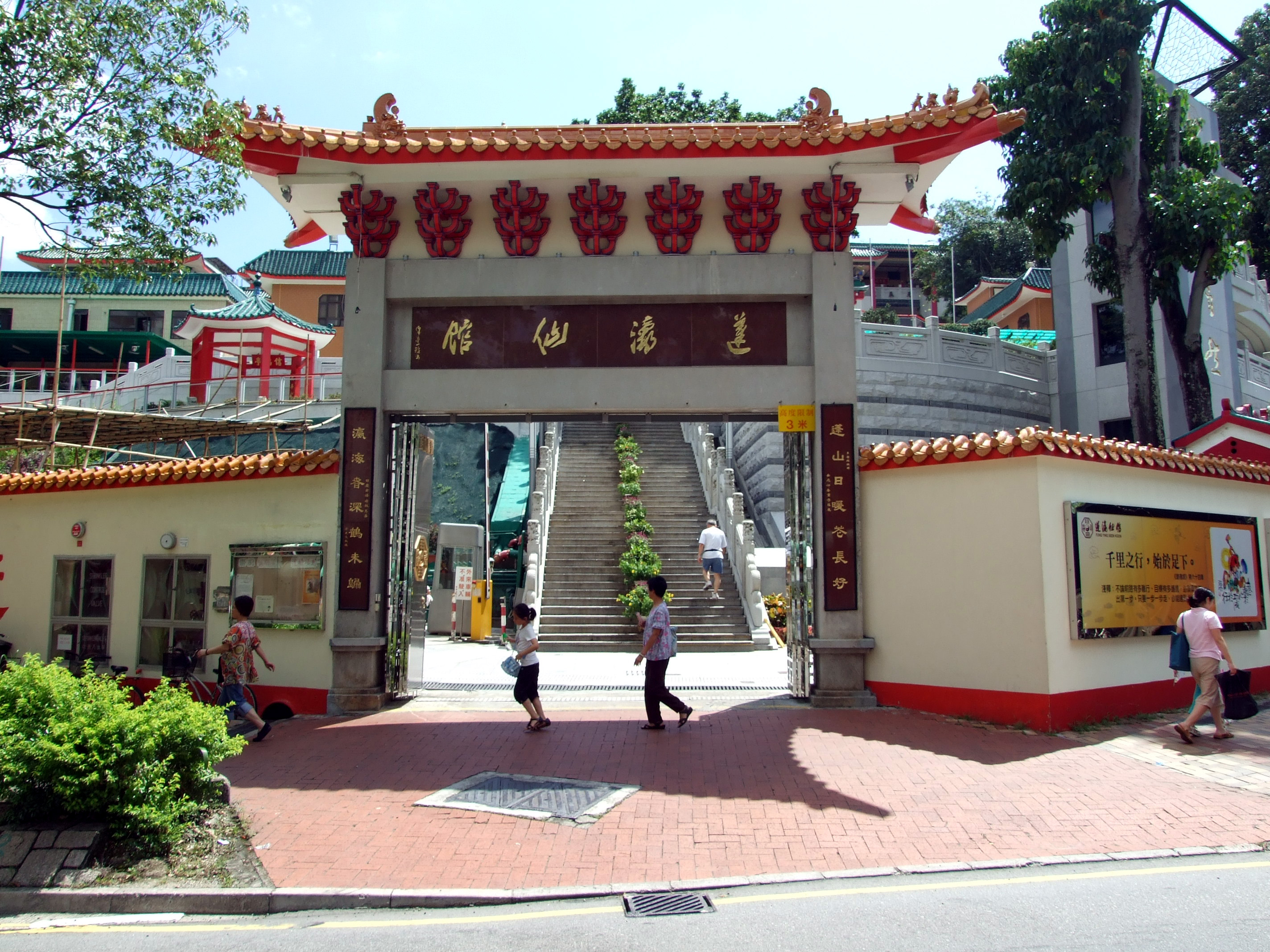
蓬瀛仙館
- 觀宗寺
- 黃帝祠（軒轅祖祠）
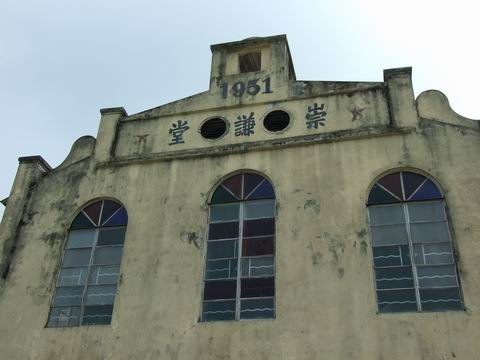
崇謙堂
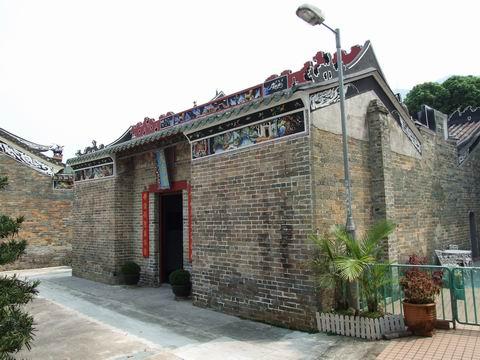
天后宮
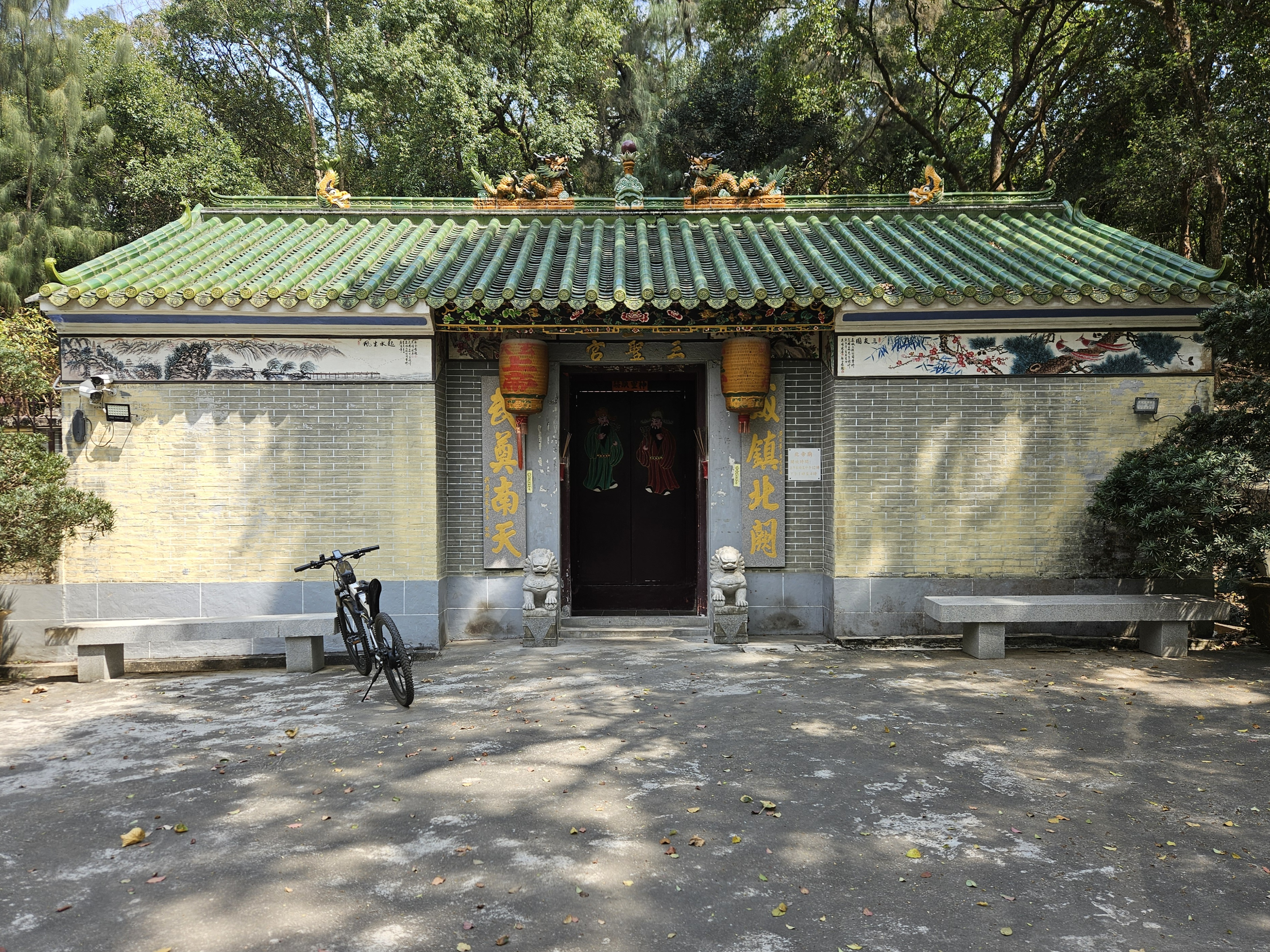
三聖宮
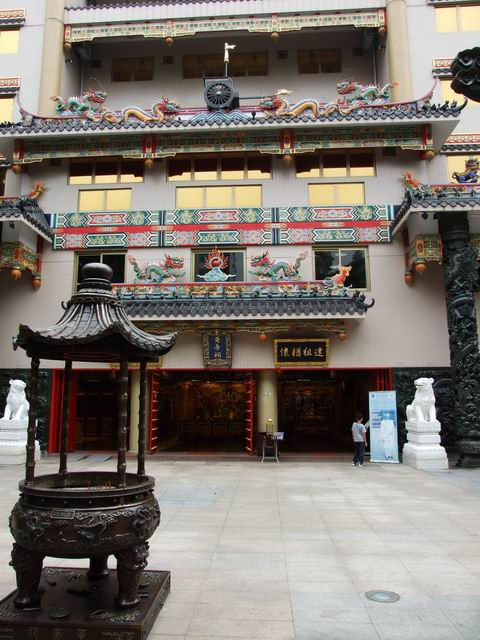
黃帝祠

- 龍躍頭天后宮
- 粉嶺三聖宮
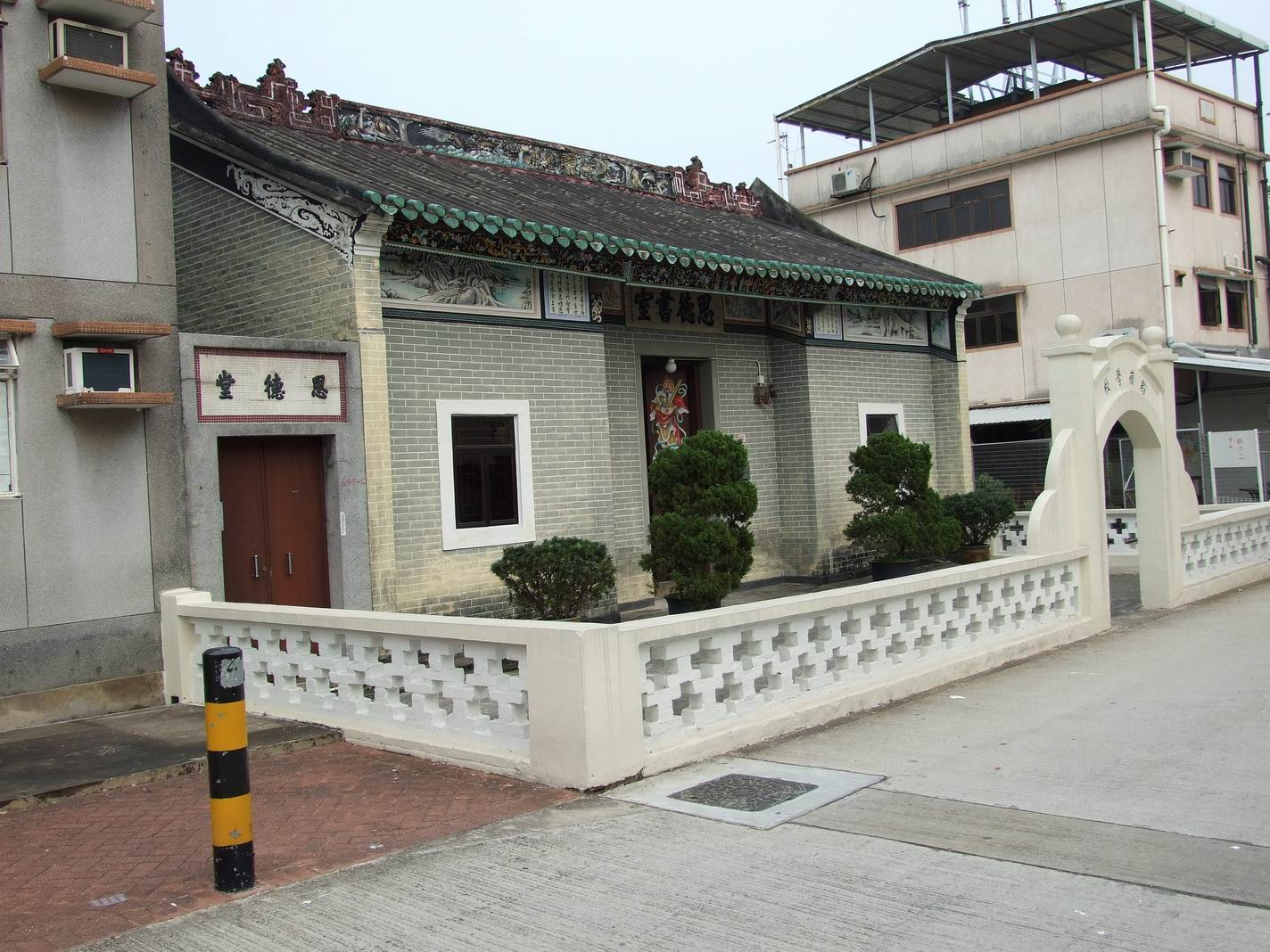
思德書室
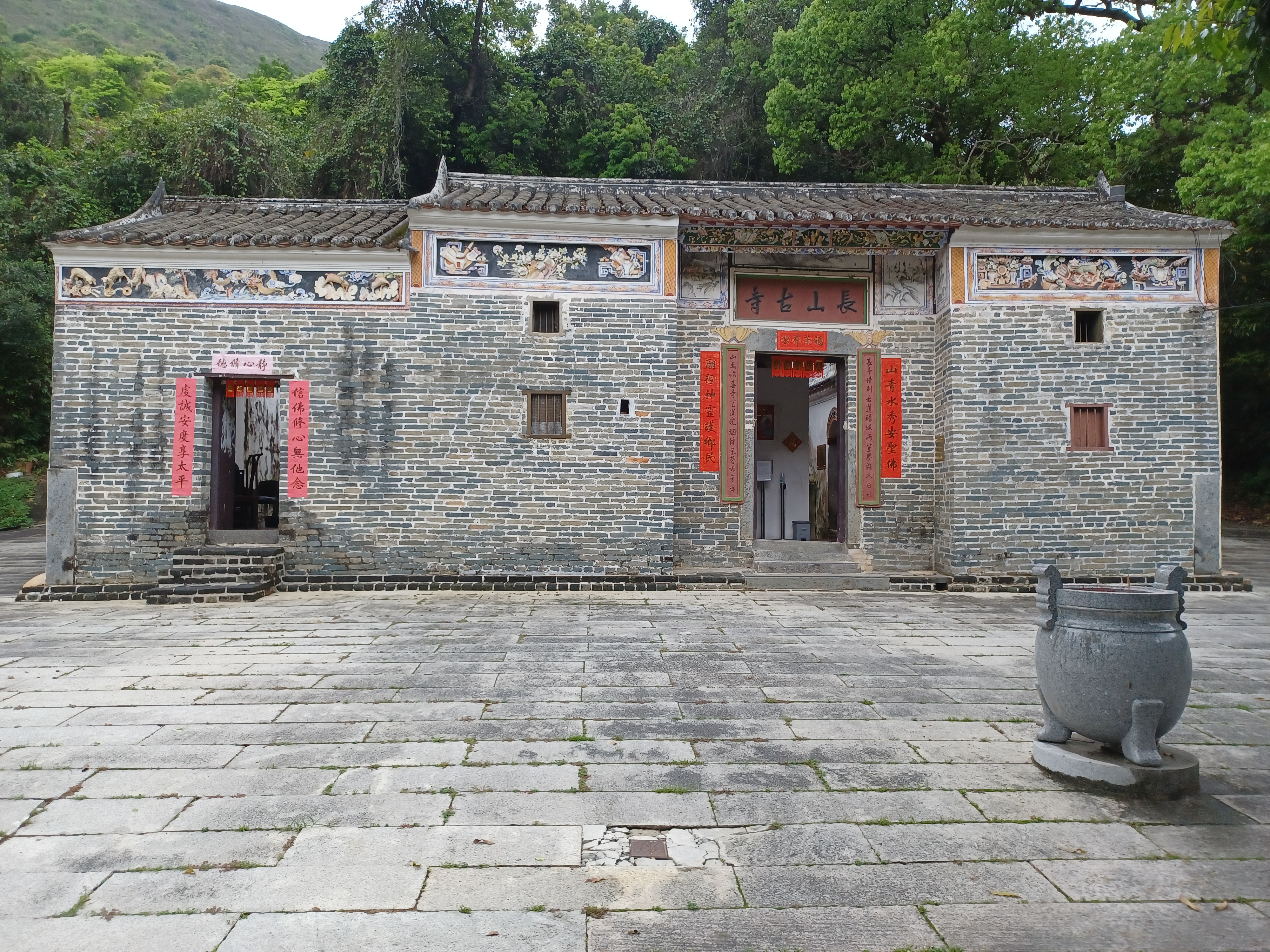
龍山寺
- 粉嶺聖若瑟堂
- 藏霞精舍
- 長山古寺

- 蓬瀛仙館
- 崇謙堂
- 天后宮
- 三聖宮
- 黃帝祠
- 思德書室
- 長山古寺

## 康體設施

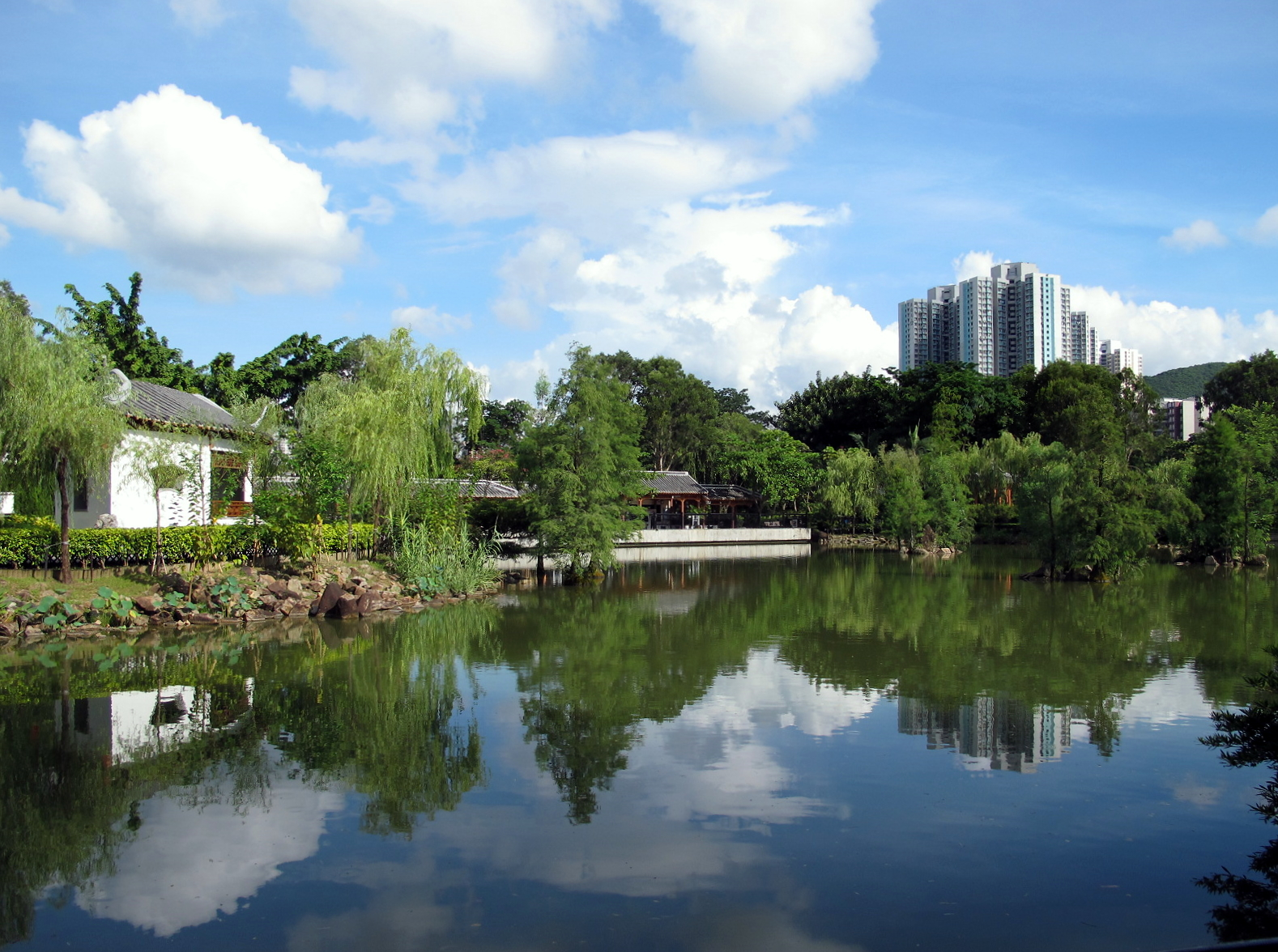
北區公園
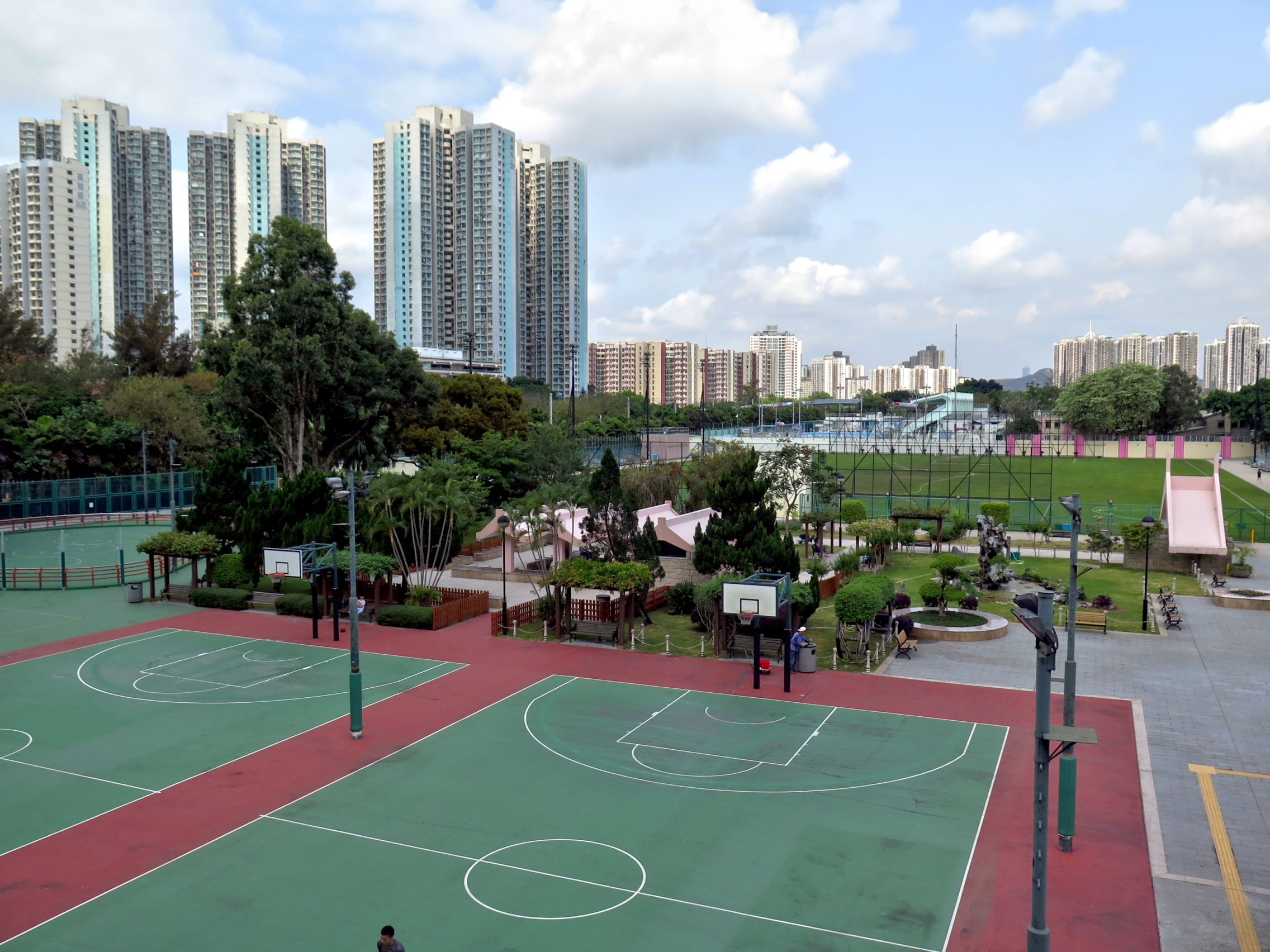
粉嶺遊樂場
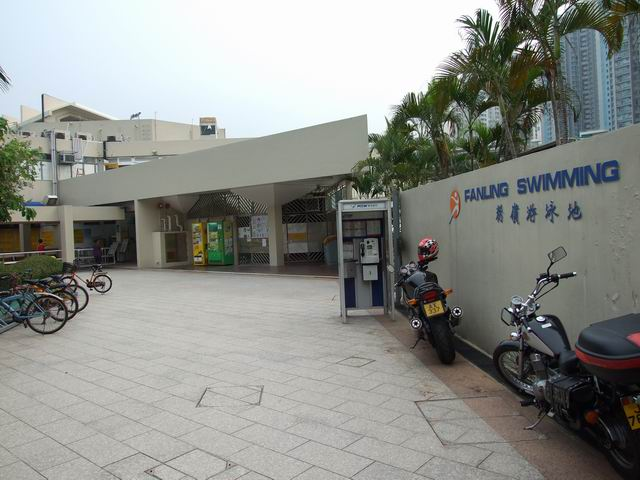
粉嶺游泳池
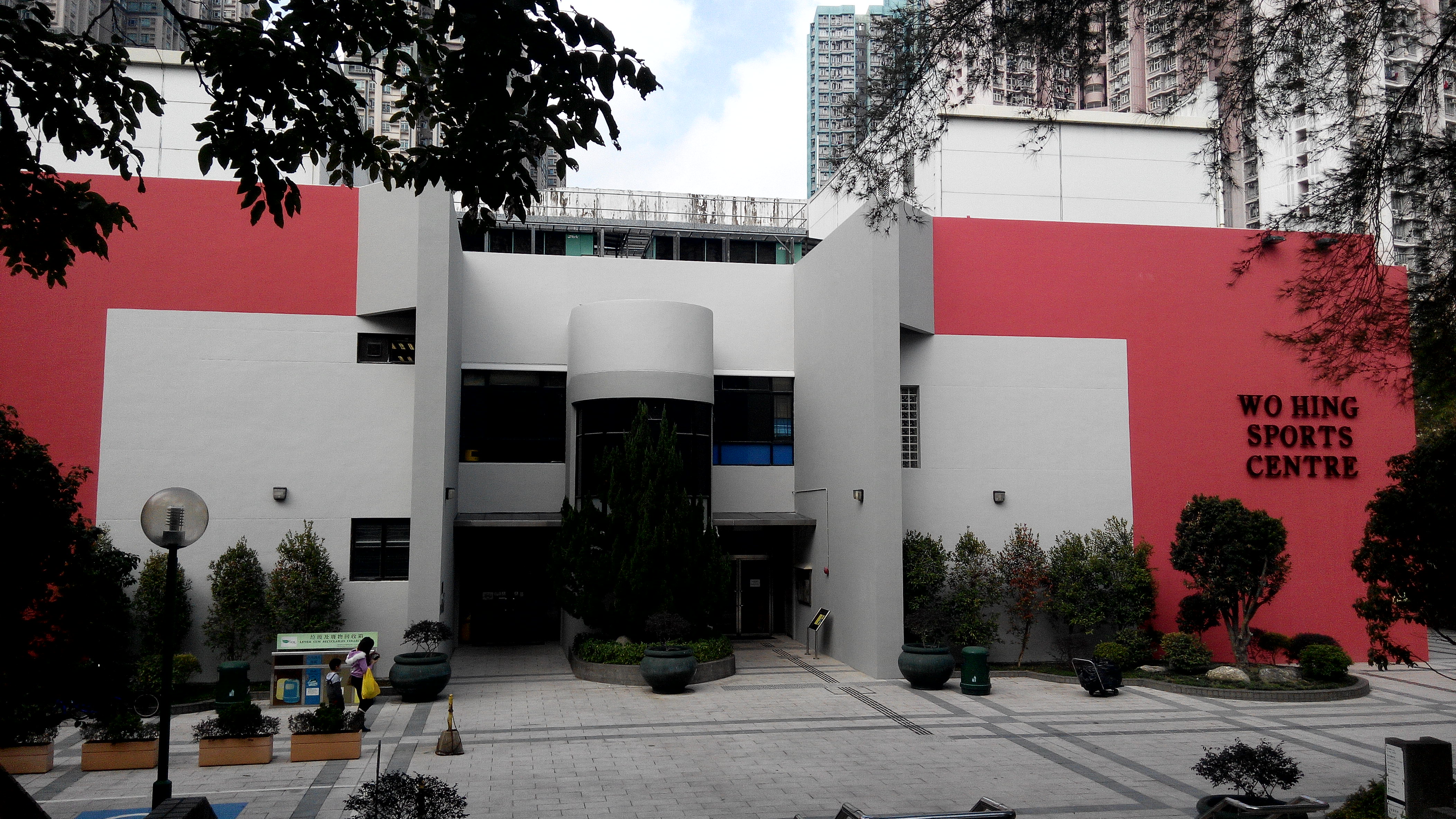
和興體育館
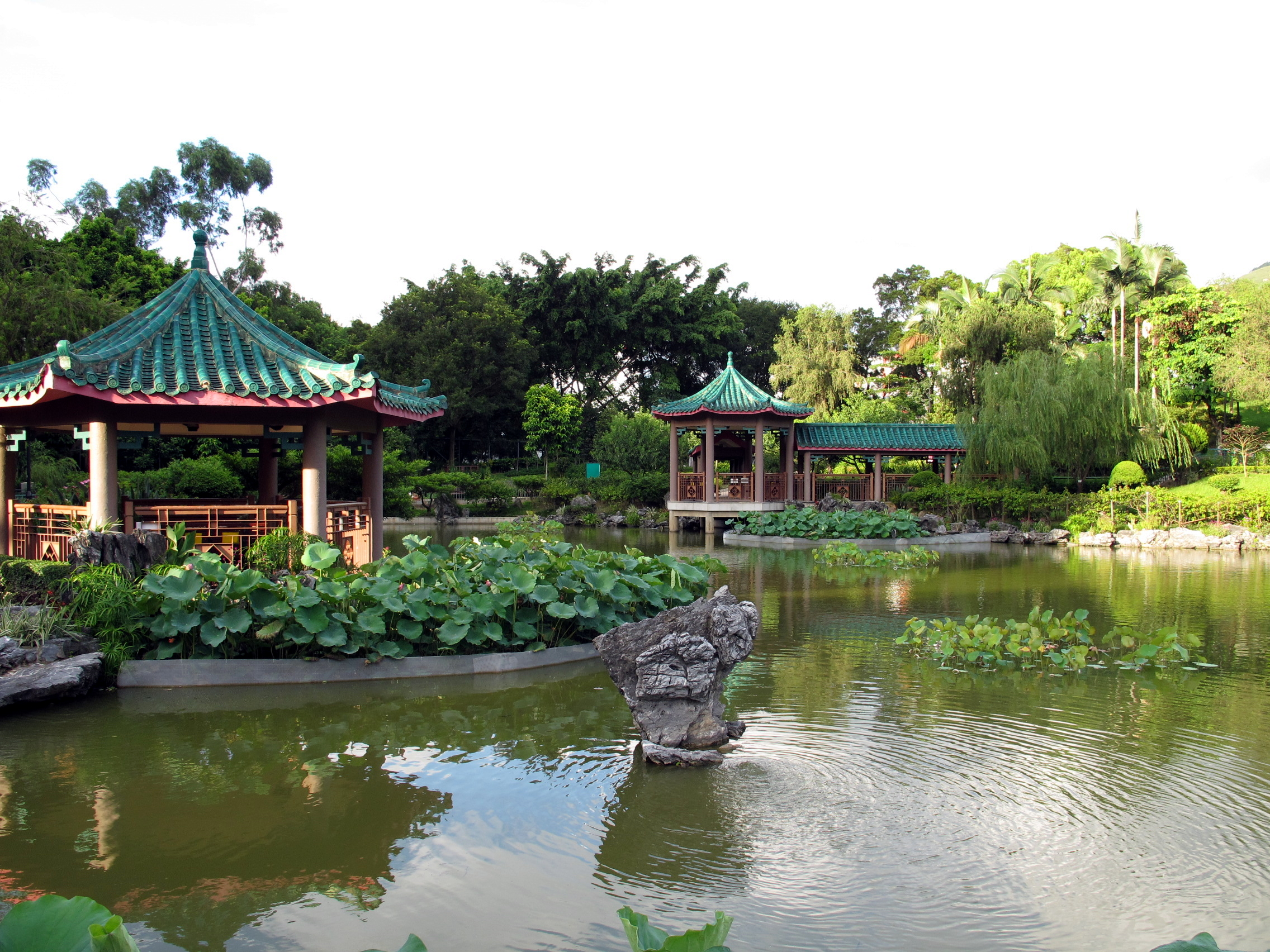
粉嶺康樂公園
- 聯和墟體育館
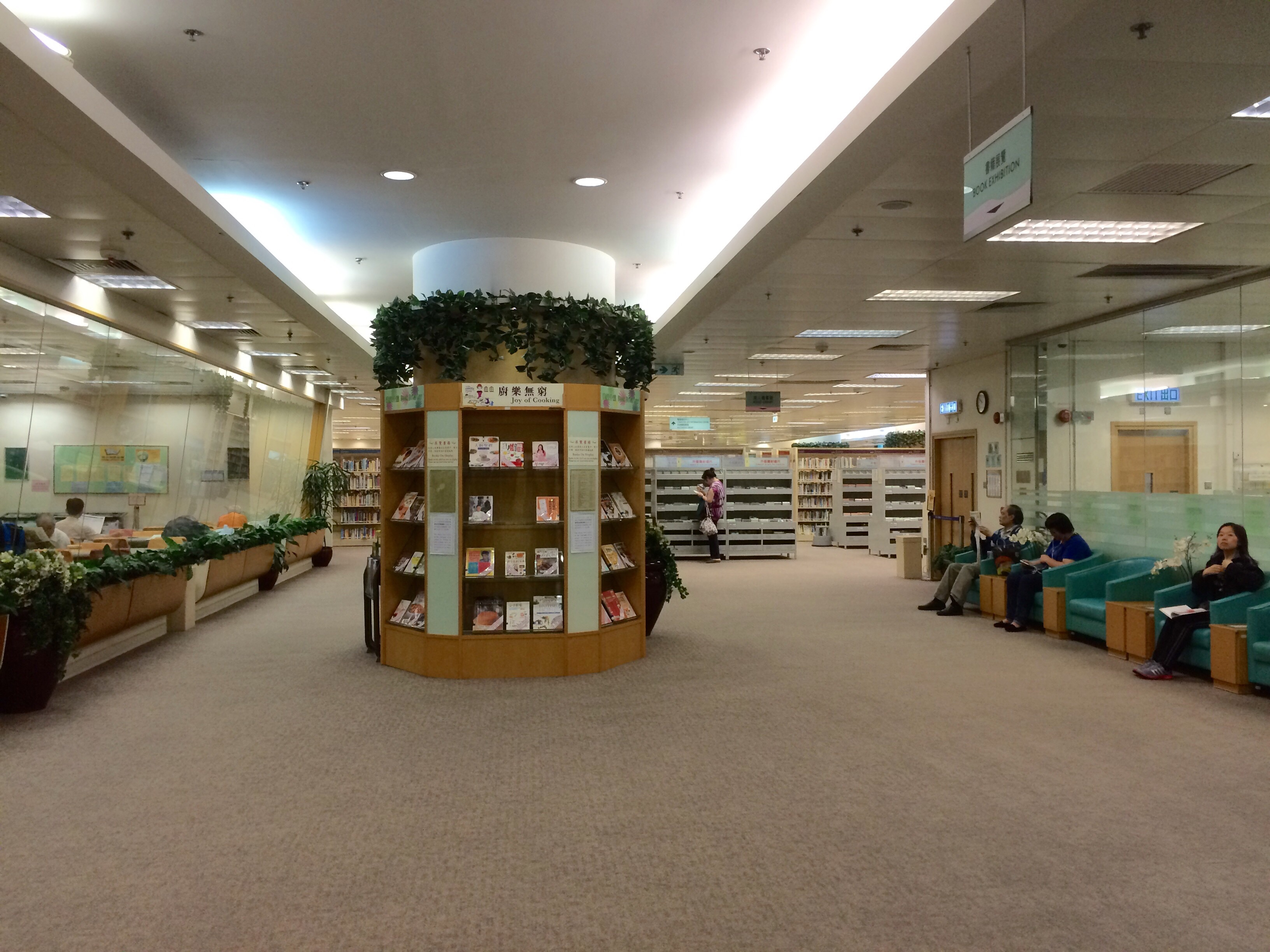
粉嶺公共圖書館
- 百福田心遊樂場
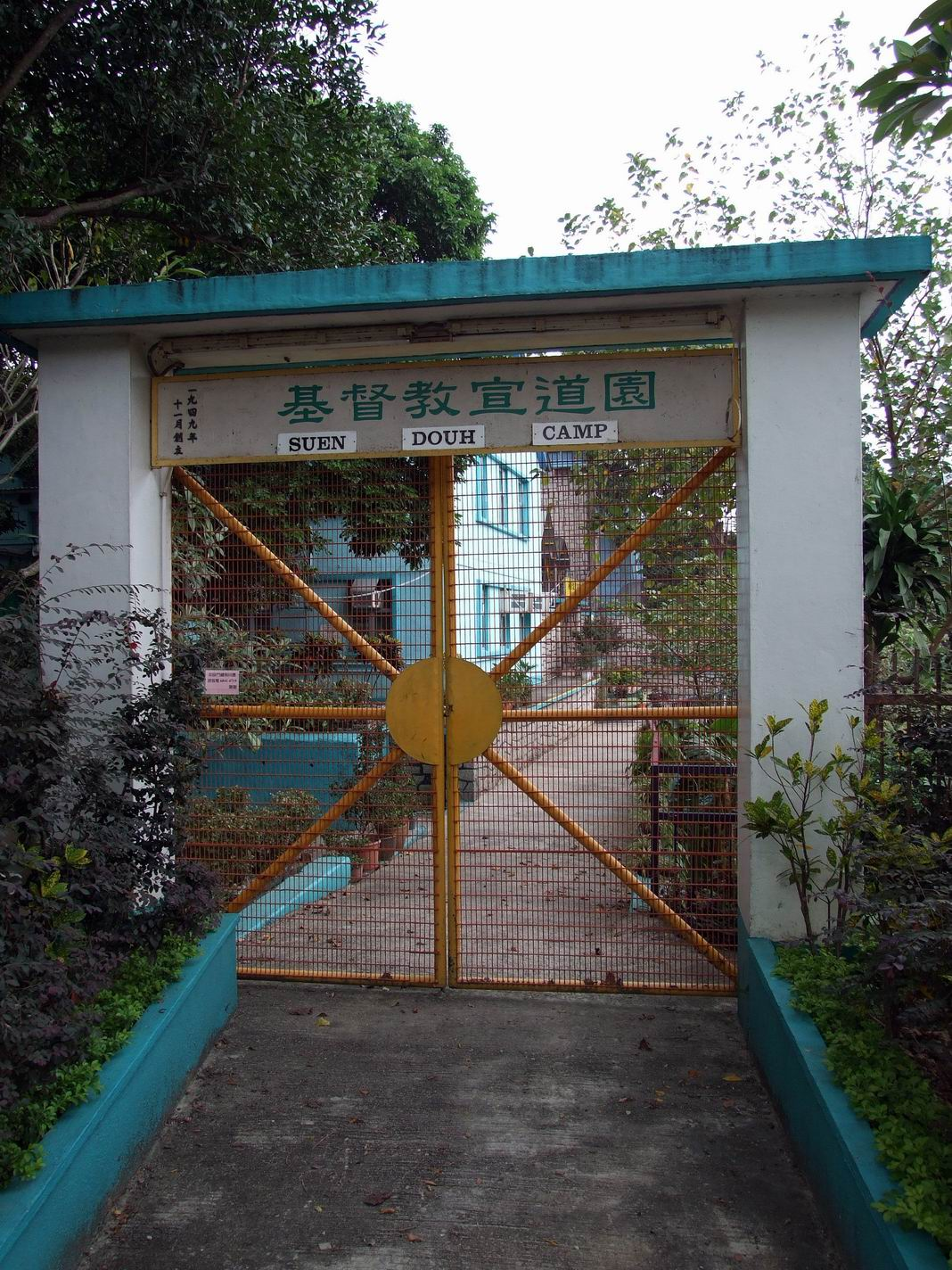
宣道園

- 北區公園
- 粉嶺遊樂場
- 粉嶺游泳池
- 和興體育館
- 粉嶺康樂公園
- 粉嶺公共圖書館
- 宣道園

## 公共服務

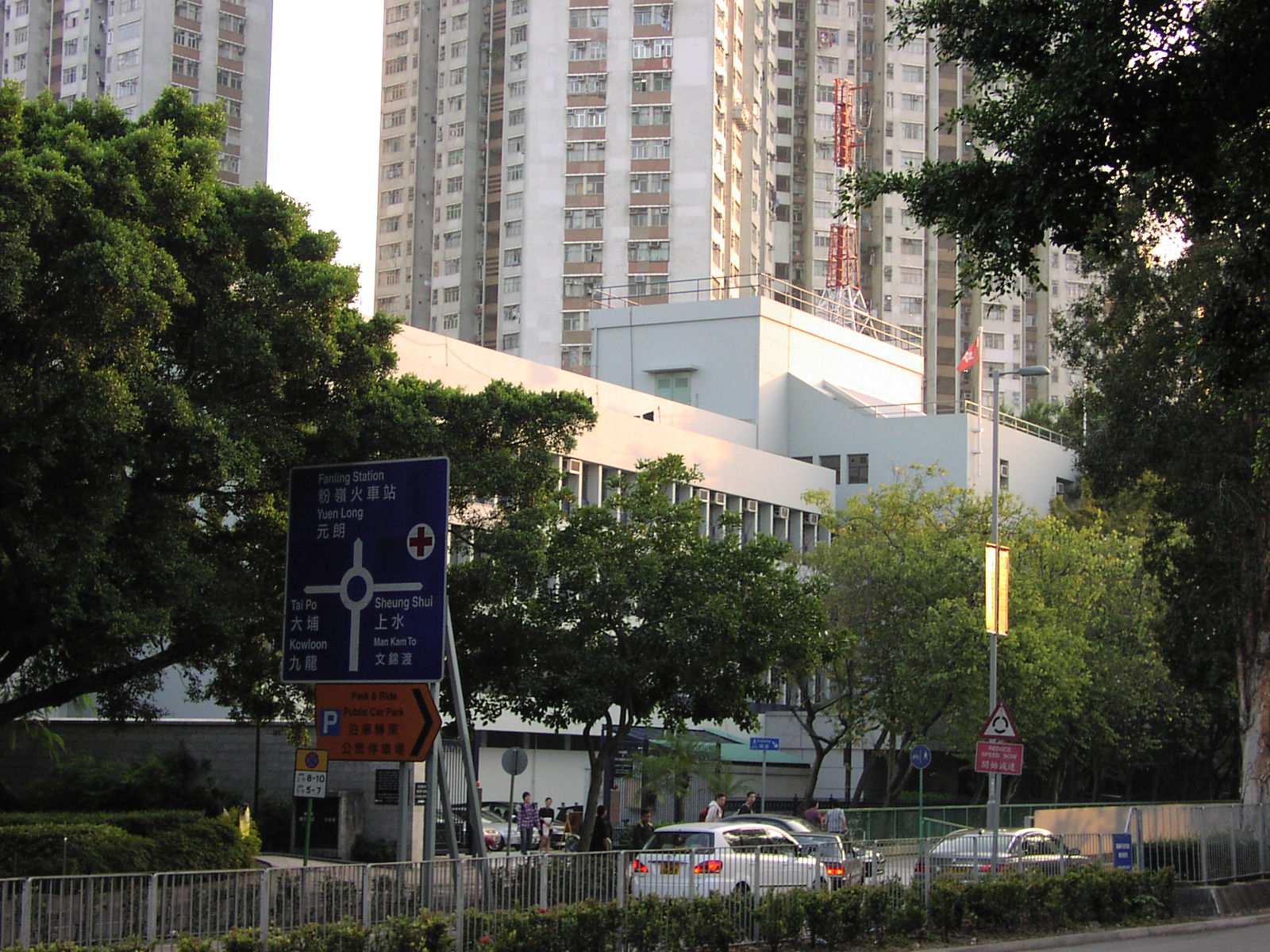
上水警署
- 粉嶺消防局暨救護站
- 粉嶺郵政局
- 華明郵政局
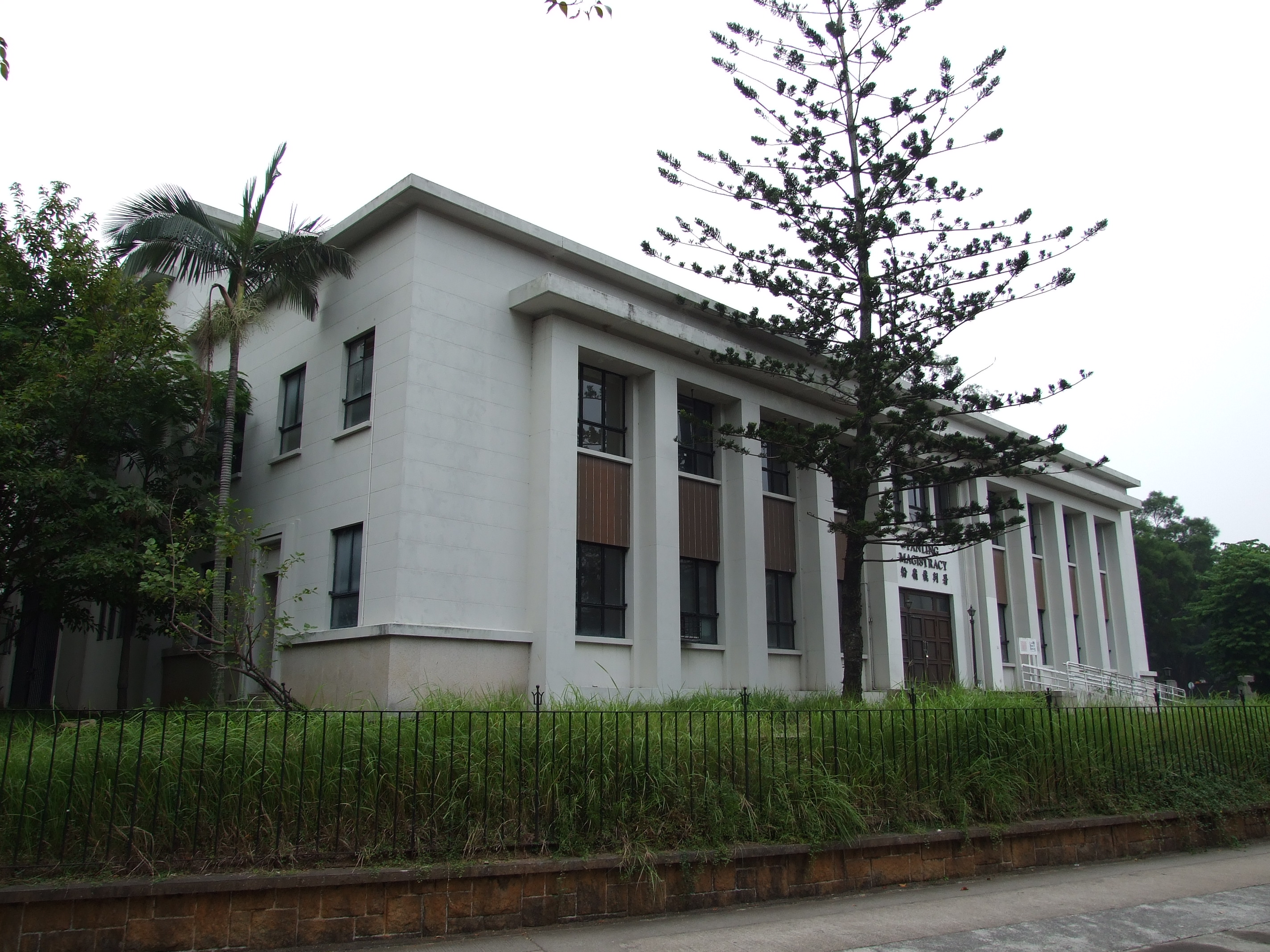
粉嶺裁判法院
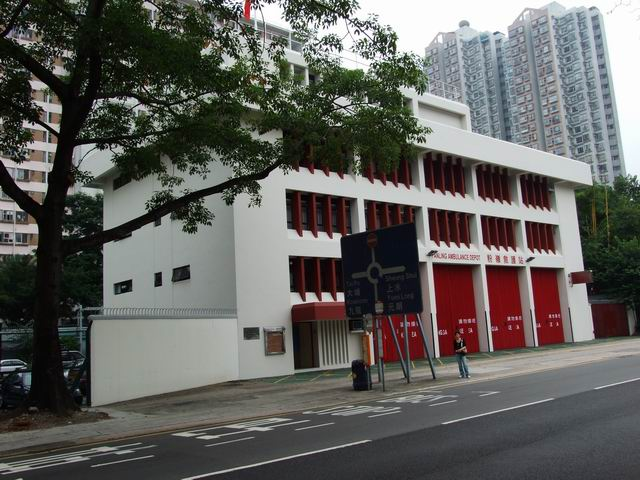
粉嶺救護站
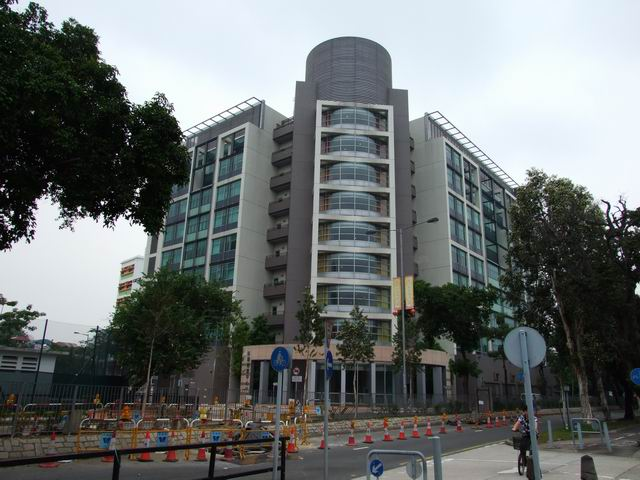
粉嶺健康中心
- 北區政府合署
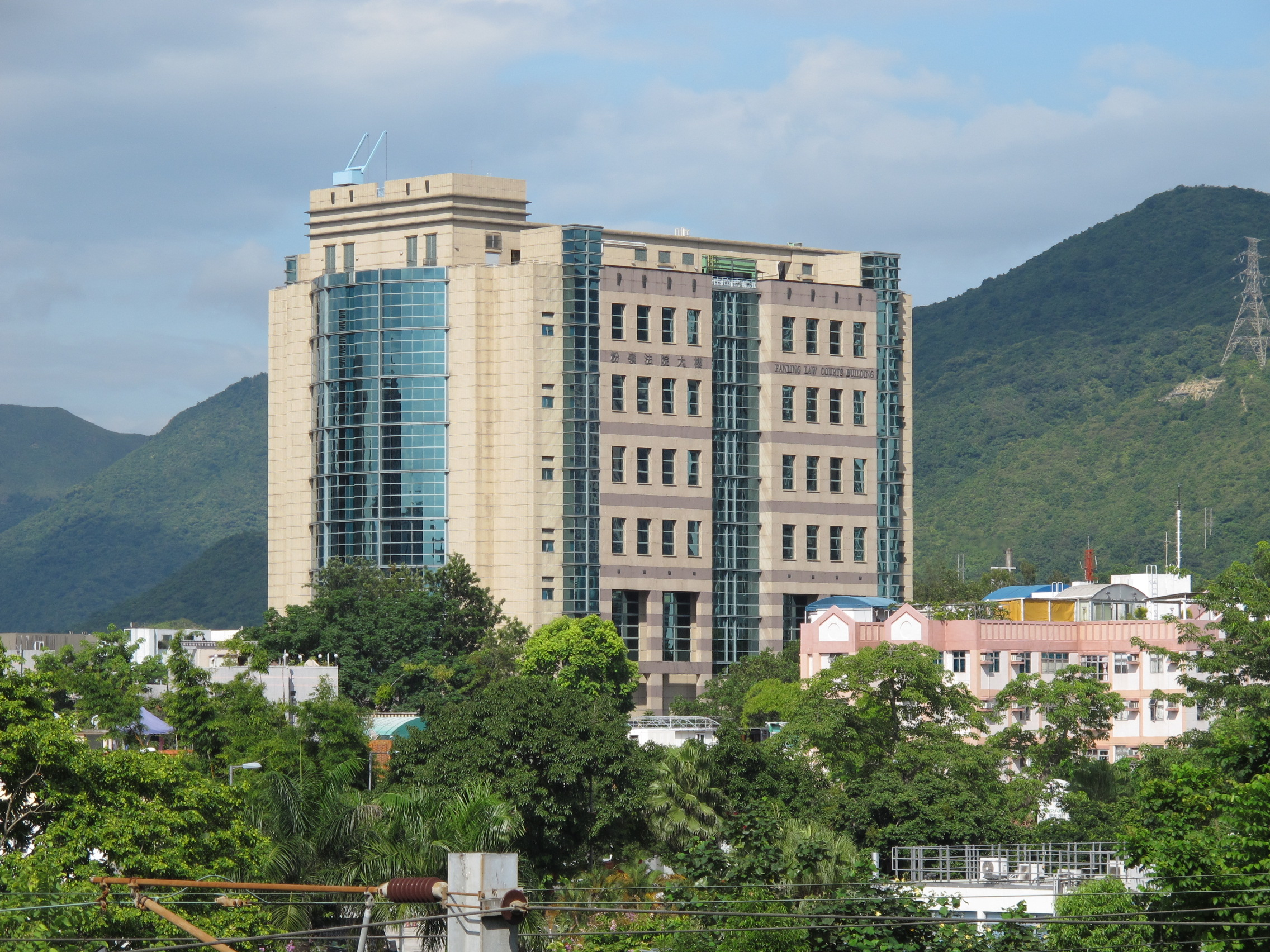
前粉嶺裁判法院（2002年停用）
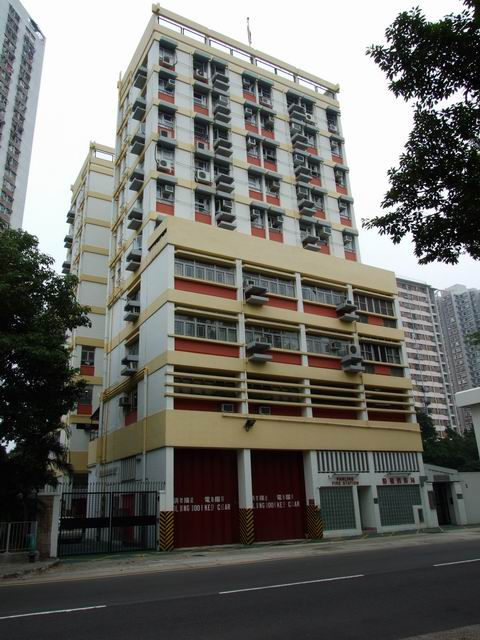
粉嶺消防局
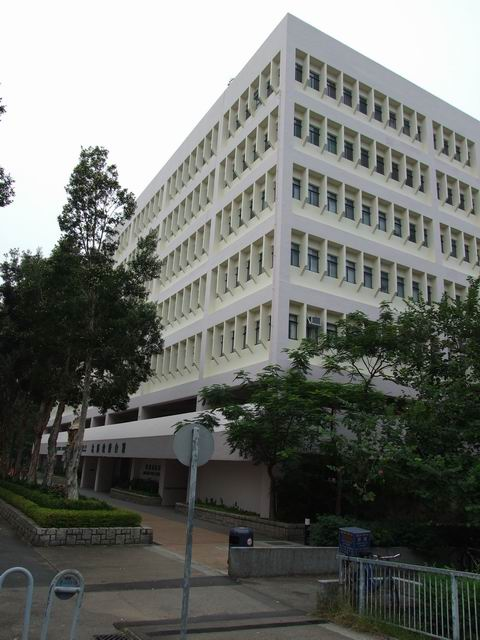
北區政府合署

- 上水警署
- 前粉嶺裁判法院
- 粉嶺救護站
- 粉嶺健康中心
- 粉嶺法院大樓
- 粉嶺消防局
- 北區政府合署

## 教育

### 中學
- 中華基督教會基新中學
- 聖芳濟各書院
- 東華三院李嘉誠中學
- 明愛粉嶺陳震夏中學
- 粉嶺官立中學
- 香海正覺蓮社佛教馬錦燦紀念英文中學
- 田家炳中學
- 保良局馬錦明中學
- 宣道會陳朱素華紀念中學
- 粉嶺禮賢會中學
- 粉嶺救恩書院
- 基督教香港信義會心誠中學

### 小學
- 粉嶺公立學校
- 寶血會培靈學校
- 上水宣道小學
- 香港正覺蓮社佛教正覺蓮社學校
- 粉嶺官立小學
- 五旬節靳茂生小學
- 鳳溪廖潤琛紀念學校
- 方樹福堂基金方樹泉小學
- 聖公會嘉福榮真小學
- 基督教粉嶺神召會小學
- 救世軍中原慈善基金皇后山學校
- 東華三院曾憲備小學

### 幼稚園
- 粉嶺神召會幼稚園
- 明愛打鼓嶺幼兒學校
- 粉嶺浸信會呂明才幼稚園
- 基督教香港信義會祥華幼稚園
- 基督教香港信義會祥華幼稚園
- 東華三院洪王家琪幼兒園
- 保良局莊啟程夫人幼稚園
- 香海正覺蓮社佛教慧光幼稚園
- 基督徒信望愛堂華明幼稚園
- 明愛香港崇德社幼兒學校
- 嘉寶中英文幼稚園（粉嶺）
- 保良局戴蘇小韞幼稚園
- 九龍城浸信會嘉福幼稚園
- 香港保護兒童會聖誕老人愛心粉嶺幼兒學校
- 神召會華人同工聯會景盛幼稚園
- 嘉福浸信會幼兒園
- 基督教粉嶺神召會恩光幼稚園
- 新界婦孺福利會粉嶺幼兒學校
- 香港五常法幼稚園
- 牽晴間培元英文幼稚園
- 真理浸信會何袁惠琼幼稚園
- 鄰舍輔導會粉嶺幼兒園
- 香港宣教會優質幼兒學校
- 香海正覺蓮社佛教慧光嘉福幼稚園
- 耀基創藝幼稚園
- 嘉德麗幼稚園（粉嶺）
- 好時光幼兒學校（粉嶺中心）
- 安基司幼稚園（粉嶺）
- 麥克萊國際幼稚園

### 特殊學校
- 香海正覺蓮社佛教普光學校

## 區議會議席分佈
由於鄰近粉嶺的鄉村部分地點被發展商收購後，興建成不同的私人屋苑，日漸城市化、融入粉嶺新市鎮。這類屋苑往往被劃入粉嶺的選區範圍內，故現時以粉嶺所包括的區議會議席亦包括部分原屬周邊鄉村的範圍。為方便比較，以下列表主要以百和路、掃桿埔路、馬適路、麻笏河及馬會道至百和路交界所包圍的地區為範圍。而現時粉嶺主要以粉嶺公路及東鐵線為界分為兩大部份。

### 粉嶺（粉嶺公路東鐵線以北部分）
| 年度/範圍          | 2000-2003              | 2004-2007              | 2008-2011              | 2012-2015              | 2016-2019              | 2020-2023                          | 2024-2027              |
| ------------------ | ---------------------- | ---------------------- | ---------------------- | ---------------------- | ---------------------- | ---------------------------------- | ---------------------- |
| 聯和墟及其附近     | 聯和墟選區及粉嶺市選區 | 聯和墟選區及皇后山選區 | 聯和墟選區及皇后山選區 | 聯和墟選區及天平東選區 | 聯和墟選區及天平東選區 | 聯和墟選區、粉嶺市選區及天平東選區 | 蝴蝶山選區及紅花嶺選區 |
| 粉嶺圍及安樂村附近 | 粉嶺市選區             | 粉嶺市選區             | 粉嶺市選區             | 粉嶺市選區             | 粉嶺市選區             | 粉嶺市選區                         | 蝴蝶山選區             |
| 粉嶺中心           | 粉嶺市選區             | 粉嶺市選區             | 粉嶺市選區             | 粉嶺市選區             | 粉嶺市選區             | 粉嶺市選區                         | 蝴蝶山選區             |
| 粉嶺名都           | 粉嶺市選區             | 祥華選區               | 祥華選區               | 祥華選區               | 祥華選區               | 祥華選區                           | 蝴蝶山選區             |
| 祥華邨             | 祥華選區               | 祥華選區               | 祥華選區               | 祥華選區               | 祥華選區               | 祥華選區                           | 蝴蝶山選區             |

### 粉嶺南（粉嶺公路東鐵線以南部分）
| 年度/範圍                      | 2000-2003    | 2004-2007    | 2008-2011    | 2012-2015  | 2016-2019  | 2020-2023  | 2024-2027  |
| ------------------------------ | ------------ | ------------ | ------------ | ---------- | ---------- | ---------- | ---------- |
| 百和路以南低密度住宅區         | 上水鄉郊選區 | 上水鄉郊選區 | 上水鄉郊選區 | 清河選區   | 粉嶺南選區 | 粉嶺南選區 | 蝴蝶山選區 |
| 維也納花園、欣翠花園、蔚翠花園 | 盛福選區     | 盛福選區     | 盛福選區     | 盛福選區   | 粉嶺南選區 | 粉嶺南選區 | 蝴蝶山選區 |
| 嘉福邨、嘉盛苑                 | 盛福選區     | 盛福選區     | 盛福選區     | 盛福選區   | 盛福選區   | 盛福選區   | 蝴蝶山選區 |
| 碧湖花園、牽晴間               | 華心選區     | 粉嶺市選區   | 粉嶺市選區   | 粉嶺市選區 | 粉嶺南選區 | 粉嶺南選區 | 蝴蝶山選區 |
| 華心邨、景盛苑                 | 華心選區     | 華都選區     | 華都選區     | 華都選區   | 華都選區   | 華都選區   | 蝴蝶山選區 |
| 花都廣場                       | 欣都選區     | 華都選區     | 華都選區     | 華都選區   | 華都選區   | 華都選區   | 蝴蝶山選區 |
| 欣盛苑、昌盛苑、雍盛苑         | 欣都選區     | 欣盛選區     | 欣盛選區     | 欣盛選區   | 欣盛選區   | 欣盛選區   | 蝴蝶山選區 |
| 華明邨                         | 華明選區     | 華明選區     | 華明選區     | 華明選區   | 華明選區   | 華明選區   | 蝴蝶山選區 |

註：以上主要範圍尚有其他細微調整（包括編號），請參閱有關區議會選舉選區分界地圖及條目。

## 外部連結
- 香港特別行政區政府：民政事務總署：村代表選舉：鄉村範圍圖：粉嶺區鄉事委員會